# Nationalmuseum, Stockholm
Nationalmuseum är ett svenskt statligt centralmuseum i Stockholm och Sveriges största konstmuseum. Samlingarna består av måleri, skulptur och konst på papper från omkring 1500-talet till 1900-talet, samt av konsthantverks- och designföremål från 1500-talet till nutid. Det totala antalet föremål uppgår till cirka 700 000. Museet är beläget på Blasieholmen i Stockholm, i en byggnad som ritades för ändamålet av den tyske arkitekten Friedrich August Stüler. Byggnaden stod färdig 1866 men museets historia är äldre än så och går tillbaka till 28 juni 1792 då Konglig Museum instiftades. Nationalmuseum är därmed ett av Europas äldsta konstmuseer.
Samlingarna flyttades till Blasieholmen efter att tidigare, till vissa delar, ha förvarats i Konglig Museum, som öppnade 1794 i norra logårdsflygeln på Kungliga slottet i Stockholm. Precis som för flera andra nationella konstmuseer bygger samlingarna till en betydande del på generationer av kungligt samlande, som av olika orsaker har övergått i statlig ägo. Till exempel kan verk som tillhörde Gustav Vasa ses på Nationalmuseum.
Museets verksamhet sträcker sig även utanför byggnaden på Blasieholmen. Till Nationalmuseum hör exempelvis Svenska statens porträttsamling som visas på Gripsholms slott. En omfattande depositionsverksamhet ifrån museet håller flera myndigheter och institutioner med konst. Därutöver visas föremål ur museets samlingar vid en rad andra museala institutioner runtom i landet. Patrick Amsellem är överintendent och myndighetschef för Nationalmuseum sedan 2024 och antalet anställda är cirka 150. 

## Historia

### Museets tidigaste historia

Tecknaren, Jean-Baptiste-Siméon Chardin (1699–1779).

Precis som hos flera andra europeiska nationalgalleriers, är Nationalmuseums historia i stora delar liktydig med utvecklingen från kungligt till statligt ägda, och i förlängningen publikt tillgängliga, samlingar. I Sverige lades grunden till dagens statliga konstsamlingar på 1700-talet. Flera av de verk som ingår i Nationalmuseums samling av exempelvis franskt 1700-talsmåleri ägdes en gång av drottning Lovisa Ulrika. År 1777 blev drottningens ekonomiska situation ohållbar, delvis till följd av storskaligt och dyrbart samlande. Skulderna löstes av hennes son, Sveriges dåvarande kung Gustav III, mot att hon avstod sina samlingar och även Drottningholms slott.
Av betydelse för dagens Nationalmuseum är att kungen inte använde egna ekonomiska medel, utan statliga, vilket kom att hindra att samlingarna skingrades vid arvskiften. Sannolikt användes statliga medel även då Gustav III, vid fadern Adolf Fredriks död, förvärvade flera konstverk, däribland Chardins Tecknaren. Vid samma tidpunkt gjorde kungen också det betydelsefulla förvärvet av Carl Gustaf Tessins teckningssamling som Adolf Fredrik köpt av densamme 1755. Teckningssamlingen skänktes meddetsamma till Kungliga Biblioteket men överfördes sedan till Konglig Museum vid dess öppnande 1794.

### Gustav III och förvärven i Italien
Under sin resa i Italien 1783–1784 besökte Gustav III Uffizierna i Florens, som var öppet för allmänheten sedan 1769. I Rom besökte han bland annat Museo Pio Clementino och såg dess skulpturer. En annan avsikt med vistelsen i Italien var att förvärva antika föremål, varför kungen inför sin resa låtit kontraktera en konstagent, Francesco Piranesi. På kort tid inhandlades en samling med antikviteter. Kärnan i denna var en grupp skulpturer föreställande Apollon och de nio muserna samt en skulptur föreställande Endymion.

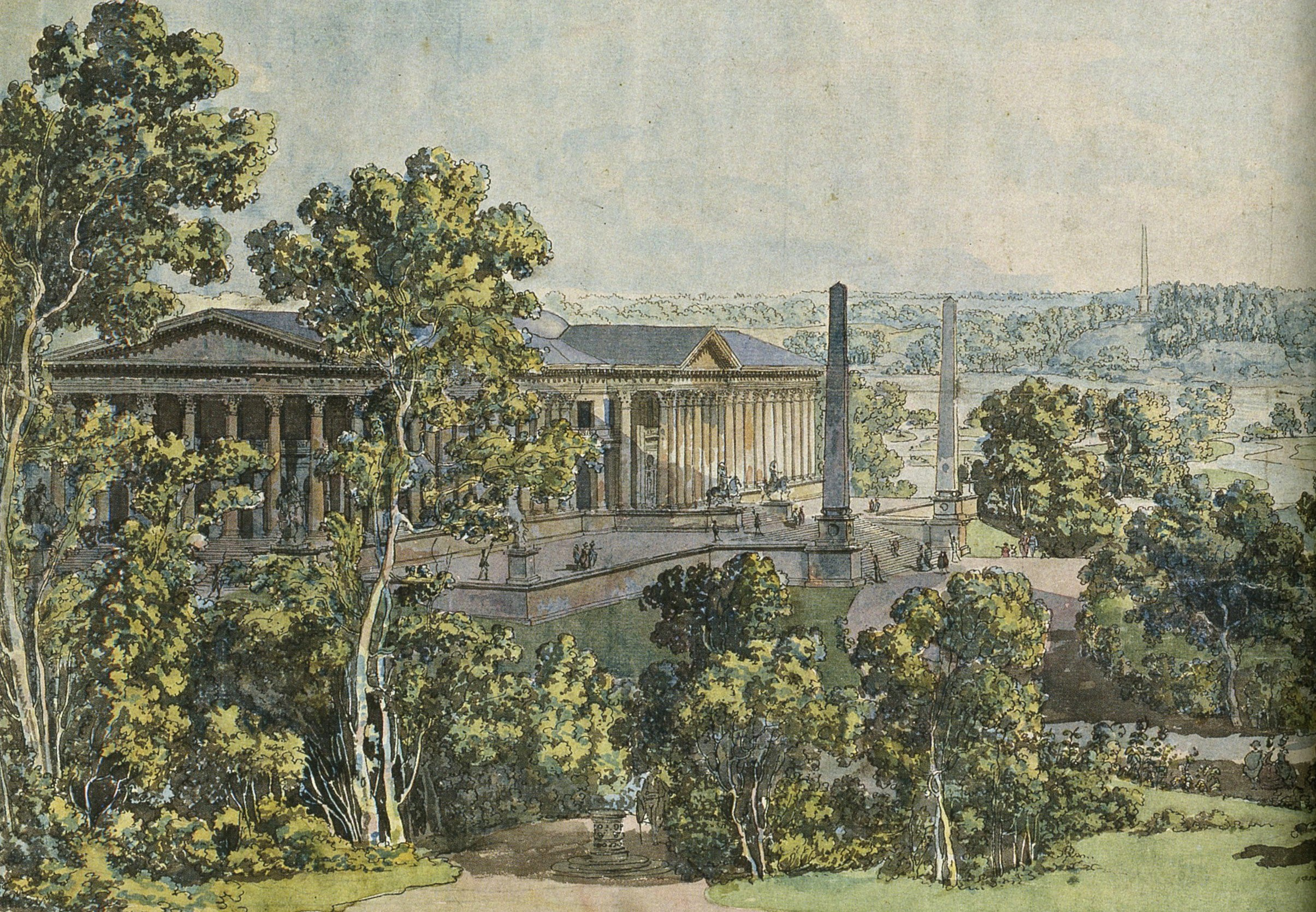
Stora Haga slott, Desprez (1791).

Redan under vistelsen i Rom fanns planer för hur pjäserna skulle arrangeras i Drottningholms slottspark, men när man insåg att de skulle fara illa i det svenska klimatet kom dessa idéer på skam. Istället införlivades skulpturerna i slottsprojektet på Haga, som sedan en tid planerades som kombinerat residens och museum.
Det rörde sig inte om någon offentlig utställningsverksamhet i vår tids mening, men med Stora Haga slott skulle de kungliga samlingarna arrangeras storskaligt musealt för första gången. Skulpturerna blev kvar en tid i Italien i väntan på utförseltillstånd och anlände Stockholm 1785 respektive 1786. De placerades i kungens privata våning på Kungliga slottet i väntan på att Haga slott skulle stå färdigt. Gustav III:s död 1792 innebar dock att byggnadsplanerna stannade vid grunden. Ett museum skulle komma till stånd ändå, men istället i norra logårdsflygeln på Kungliga slottet.

### Från kunglig samling till statligt museum
Vad Gustav III avsåg med sina museala arrangemang är inte känt. Man har tidigare trott att han siktade mot en publikt tillgänglig institution, men senare tids forskning har visat att det inte finns några säkra belägg för det. Man bör tänka på att innebörden av att göra något publikt tillgängligt var snävare då än vad den är idag, vilket får det att framstå som sannolikt att kungens museum skulle ha blivit en privat angelägenhet, möjlig att besöka för sådana som kunde anses behöriga. Oavsett vilka Gustav III:s avsikter var, instiftades ett museum, Konglig Museum, 28 juni 1792, endast tre månader efter kungens död. Vid den här tidpunkten hade man ingen färdig lokal och boutredningen efter kungens död var inte klar. Arvskiftet genomfördes i december 1792 och skulle få stor betydelse för museets framtid. Under arbetet med bouppteckningen belystes betydelsen av vilka slags ekonomiska medel – statliga eller privata – kungen använt vid förvärven till samlingarna. Det fanns vid tiden inte några fastlagda begrepp om vad som skulle betraktas som kungens privata egendom respektive statens. I bouppteckningsprotokollet argumenterade hovmannen Erik Ruuth sålunda: ”En konung, som kunnat befalla och låta anordna de medel av Statens tillgångar, som för Dess höga behov prövats nödige, lärer icke kunna sägas hava dymedelst förvärvat en egendom, som ikläder sig avlinge natur och bör såsom avlinge ärvas. Med denna rättighet skulle en Konung i sådant fall kunna öka sin förmögenhet, så långt honom gått syntes, Dess arvingar till förmån, men Riket alltid till förlust och avsaknad.”
Den uppfattning Ruuths argument ger uttryck för skulle få totalt genomslag. Arvskiftet innebar att samtliga kungens konstsamlingar tillföll staten. Därmed var de säkrade som folkets egendom, men fullt publikt tillgängliga skulle de bli först senare.

### Konglig Museum och Carl Fredrik Fredenheim

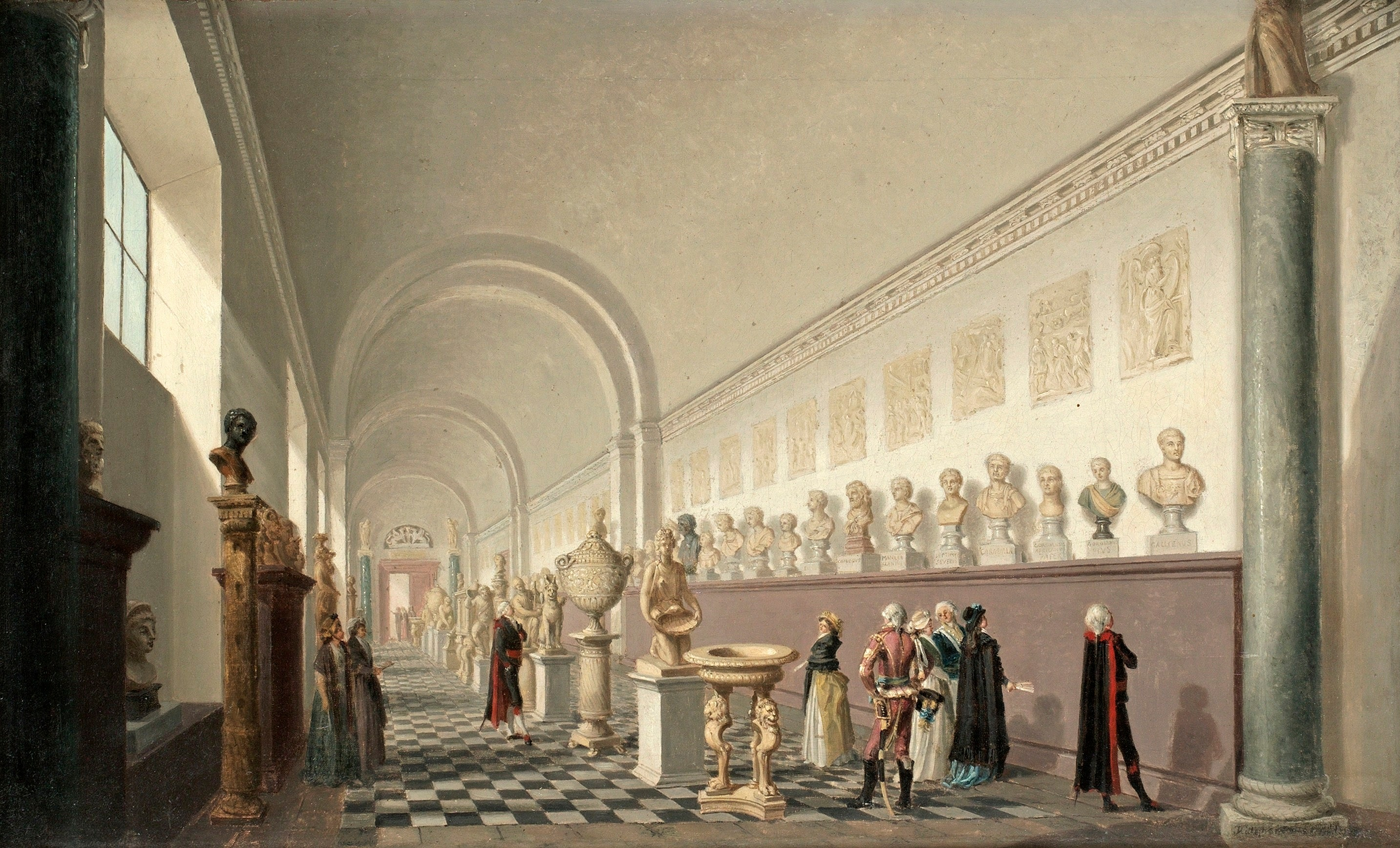
Det inre i Kongl. Museum, Pehr Hilleström (1795).

Att det trots kungens död verkligen blev ett museum var till allra största delen hovmannen Carl Fredrik Fredenheims förtjänst. Fredenheim var expeditionssekreterare i Kabinettet för utrikes brevväxling och även kungens rådgivare i frågor som rörde konst och samlande. År 1789 hade han föreslagit sig själv som formell föreståndare för konstsamlingarna, men det var först efter kungens död, då han utnämndes till chef för Konglig Museum, som han fick detta ämbete. Då kungens avsikter för samlingarna alltså inte var kända och Fredenheim var hans förtrogne i denna fråga, vägde hans ord sannolikt tungt när man vid arvskiftet skulle bestämma konstverkens öde, men viktigast anses Fredenheims egna föresatser och hans personligt motiverade drivkraft ha varit.[källa behövs] I ett fattigt Sverige mötte museiplanerna motstånd men Fredenheim opererade på bred front genom att förankra projektet både hos hovet, som ett monument över Gustav III:s samlande, men även i övriga läger som en publikt tillgänglig samling.
År 1793 beslutades det att museet skulle inrymmas i norra logårdsflygeln, och 1794 öppnade det. Det var uppdelat i två långa gallerier: ett inre smalare och ett yttre bredare. Inredningen var ritad av hovintendenten Carl Fredrik Sundvall, sannolikt i nära samarbete med Fredenheim. Det yttre galleriet var mer påkostat med sina rikt kassetterade valvbågar och sitt rutiga stengolv. Det inre galleriet var i sin tur mindre ambitiöst dekorerat och hade trägolv. I det yttre visades bland annat skulpturgruppen av de nio muserna och skulpturen av Endymion – den senare ansågs vara samlingens främsta konstverk och placerades effektfullt i rummets fond. I det inre visades en samling föremål som Gustav III köpt i sin helhet direkt av Francesco Piranesi. De nya lokalerna ägnades alltså antiken och dess föremål i sten, vilket ter sig logiskt med tanke på såväl Gustav III:s intryck från Italien och hans planer för Haga, som Fredenheims egen vurm för den klassiska konsten. Även Fredenheim hade rest i Italien där han bland annat ägnat sig åt arkeologiska utgrävningar vid Forum Romanum.
Till museet räknades även ett antal rum som Louis Masreliez tidigare inrett som tavelgallerier på uppdrag av Gustav III. Fredenheim lät hänga om och koncentrerade utställningen med några få undantag till nederländskt måleri. Liksom under Gustav III:s levnad befann sig det franska 1700-talsmåleriet utanför fokus, och en möjlig förklaring är att denna konst ansåg rimma illa med upplysningsidealet och den klassiska inriktningen.

### Ambitionen att växa
Fredenheim hade högt ställda ambitioner, och han lät sig inte nöja med att låta de kungliga samlingarnas befintliga äldre italienska måleri få representera ett så viktigt kapitel i konsthistorien. Museet saknade medel för nyförvärv men så uppenbarade sig vad som såg ut att vara en möjlighet att i ett slag bärga en stor samling målningar av mästare som Leonardo da Vinci, Rafael, Giorgione och Masaccio. Det var konstnären och medaljgravören Lars Grandel, som varit i Rom på stipendium och som vid sin hemkomst berättade om en samling tillhörande en botanikprofessor vid namn Nicholas Martelli som var till salu. Turerna kring förvärvet var många och man lyckades av olika anledningar inte få till stånd en ordentligt granskning av verken. Idag kanske det verkar naivt att tro att det skulle vara möjligt att komma över en sådan samling, men det finns ett par viktiga omständigheter att beakta. För det första var Martelli en aktad person och samlingen hade förekommit i sammanhang som talade för att den höll en hög kvalitet. För det andra var läget i Italien instabilt vilket bland annat innebar att viktiga konstföremål av lika orsaker fördes ut ur landet. Fredenheim lyckades övertyga kung Gustav IV Adolf om att genomföra köpet och kungen skulle ur egen kassa betala den livränta Martelli begärt.
Museets verksamhet var redan för stor för dess lokaler och med Martellisamlingens på plats skulle läget bli akut. År 1799 föreslogs att museet även skulle få ta den södra logårdsflygeln i anspråk. Därmed skulle man kunna samla den spridda målerisamlingen i en enda konsthistorisk framställning så som vid de större museerna i Europa. Av den här planen blev det dock inget. Fredenheim avled i mars 1803 och fick således aldrig se Martellis målningar som anlände Stockholm i maj samma år. Det är okänt i vilken utsträckning museet besöktes under den här första tiden. Fredenheim hade drivit igenom att Logården blev möjlig att vistas på utan tillstånd, vilket betydde att man kunde nå museet utan särskilt tillstånd att besöka slottet. Det fanns dock restriktioner som innebar att alla inte ägde tillträde, varför besökarna sannolikt främst utgjordes av personer av börd och av personer som på olika sätt var verksamma inom konstområdet.

### Från klassicism till nationell konst
1800-talets första decennier blev en kärv tid för museet. Bristande intresse tillsammans med mycket små, på gränsen till obefintliga resurser innebar att verksamheten hölls vid liv med hjälp av energin hos hängivna anställda.[källa behövs] Bristen på medel uteslöt nyförvärv i någon större utsträckning. Samtidigt skapades vid den här tiden många av de stora museisamlingarna ute i Europa tack vare en offensiv förvärvspolitik, understödd av mer angelägna hov och borgerskap. Från 1817 fick Konglig Museum visserligen ett årligt statligt anslag på 550 riksdaler, men det räckte inte till mycket mer än ett underhåll som var nödvändigt för att rädda samlingarna från att totalt förfalla. Anslaget kan dock betraktas som principiellt viktigt eftersom det legitimerade museet såsom en egen myndighet.

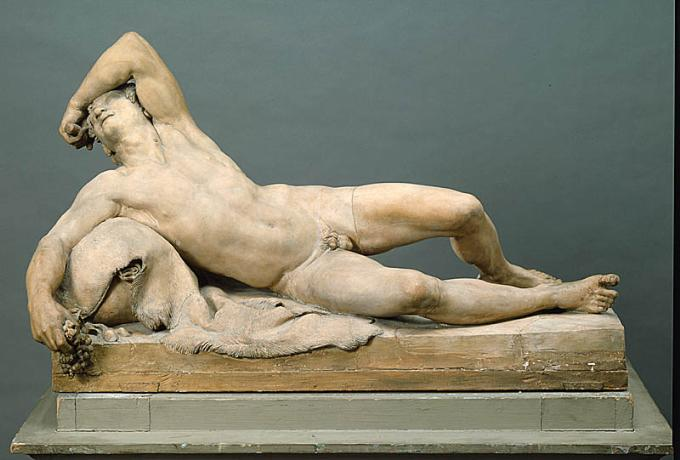
Faunen, vilande på en getfäll och en vinsäck (1770) var ett av de verk som köptes ur Johan Tobias Sergels kvarlåtenskap.

De knappa ekonomiska förhållandena skulle dock inte innebära att 1800-talets första del blev alldeles händelselös. Till det mest betydelsefulla som inträffade under den här tiden hör det stora förvärvet av skulpturer av Johan Tobias Sergel 1815.[källa behövs] Efter Sergels död 1814 kunde Konglig Museum med hjälp av ett särskilt anslag på 2 500 riksdaler banco förvärva samtliga skulpturskisser i gips och terrakotta som ingick i hans kvarlåtenskap. Totalt handlade det om över 50 arbeten. Från 1817 visades dessa tillsammans med marmorskulpturer av Sergel som tillhört Gustav III i ett särskilt Sergelrum i museet.
Förvärvet och installationen av Sergels skulpturer kan sägas markerar en brytpunkt i museets utställningsverksamhet eftersom det både representerar klassicismen såväl som den inhemska konsten. För samtidigt som Sergelsamlingen presenterades för publik höjdes röster i konstens Sverige som ville styra fokus från klassicismen mot inhemsk och nationellt orienterad konst. I det här sammanhanget kan man notera att 1818 beställde kung Karl XIV Johan de kolossala skulpturerna föreställande asagudarna Oden, Tor och Balder av Bengt Erland Fogelberg. Dessa skulle sedermera deponeras i Konglig Museum.
En bit in på 1800-talet skulle måleriet inta en mer framträdande plats i museets verksamhet, vilket inte minst framgår av dokumentationen av de förändringar som initierades av museikamreren Lars Jacob von Röök på 1830-talet. Röök tog museet in i 1800-talet. Med en ny färgsättning anknöt man framför allt till dansk och tysk biedermeier och utställningarna arrangerades på vad ett för tiden moderiktigt sätt, från en klassicistiskt orienterad upplysande princip till en fantasieggande romantiskt suggestiv utställningsestetik.

### 1900-tal
En avdelning för modern konst inrättades 1952. År 1955 påbörjades ombyggnaden av Exercishuset på Skeppsholmen till utställningslokal för modern konst. Den första utställningen var turnén av Pablo Picassos Guernica i oktober 1956. När ombyggnaden var klar fick verksamheten namnet Moderna museet, med invigningsdatum 9 maj 1958. Fram till 1975 var Moderna museet en underavdelning till Nationalmuseum. Därefter blev Moderna museet en egen institution, som tillsammans med Nationalmuseum och Östasiatiska museet ingick i den gemensamma myndigheten Statens konstmuseer. Stiftelsen Prins Eugens Waldemarsudde införlivades i myndigheten 1995. När Moderna museet bröts ut till en egen myndighet 1999 bytte Statens konstmuseer namn till Nationalmuseum med Prins Eugens Waldemarsudde. Samtidigt övergick Östasiatiska museet till den nybildade myndigheten Statens museer för världskultur. År 2017 blev Waldemarsudde återigen en självständig stiftelse, och myndigheten heter sedan dess Nationalmuseum.

## Nationalmuseibyggnaden
Projektet med ett nytt Konglig Museum i Stockholm var ett av tidens största och påkostade byggnadsarbeten, som skulle ta tolv år att färdigställa och ytterligare tre år för att fullborda de invändiga arbetena. För byggnadens utformning svarade den tyske arkitekten Friedrich August Stüler och för den invändiga gestaltningen stod en svenske arkitekten Fredrik Wilhelm Scholander. Byggnaden invigdes 1866 samtidigt med Stockholmsutställningen 1866. Nationalmuseum är sedan 1935 ett statligt byggnadsminne. Byggnaden ägs och förvaltas av Statens fastighetsverk.

### Planritningar

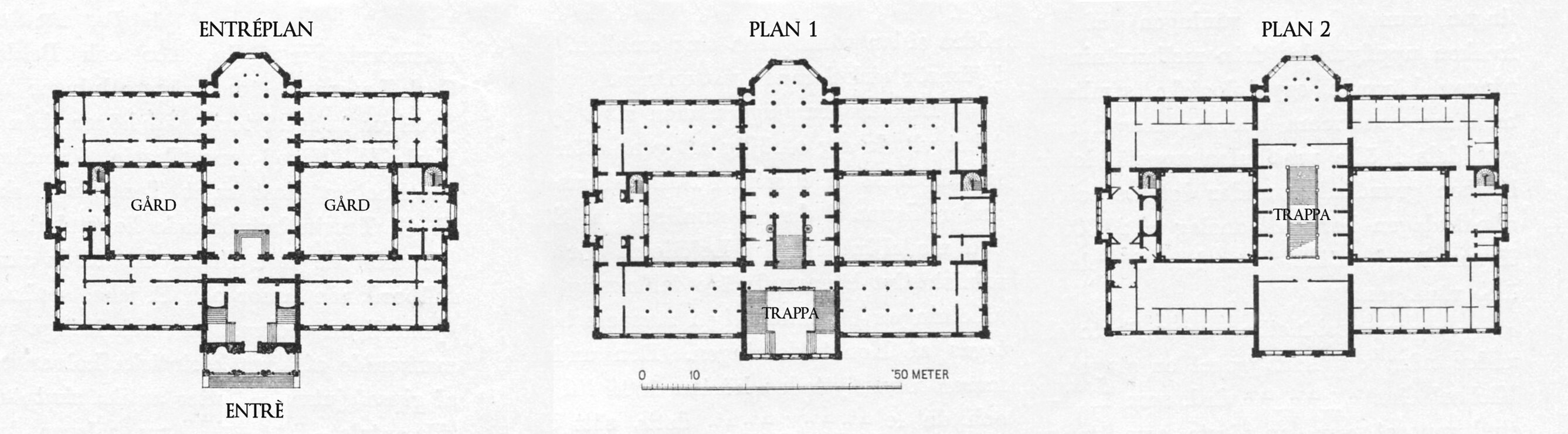
Planritningar för Nationalmuseum i Stockholm.

## Samlingarnas framväxt

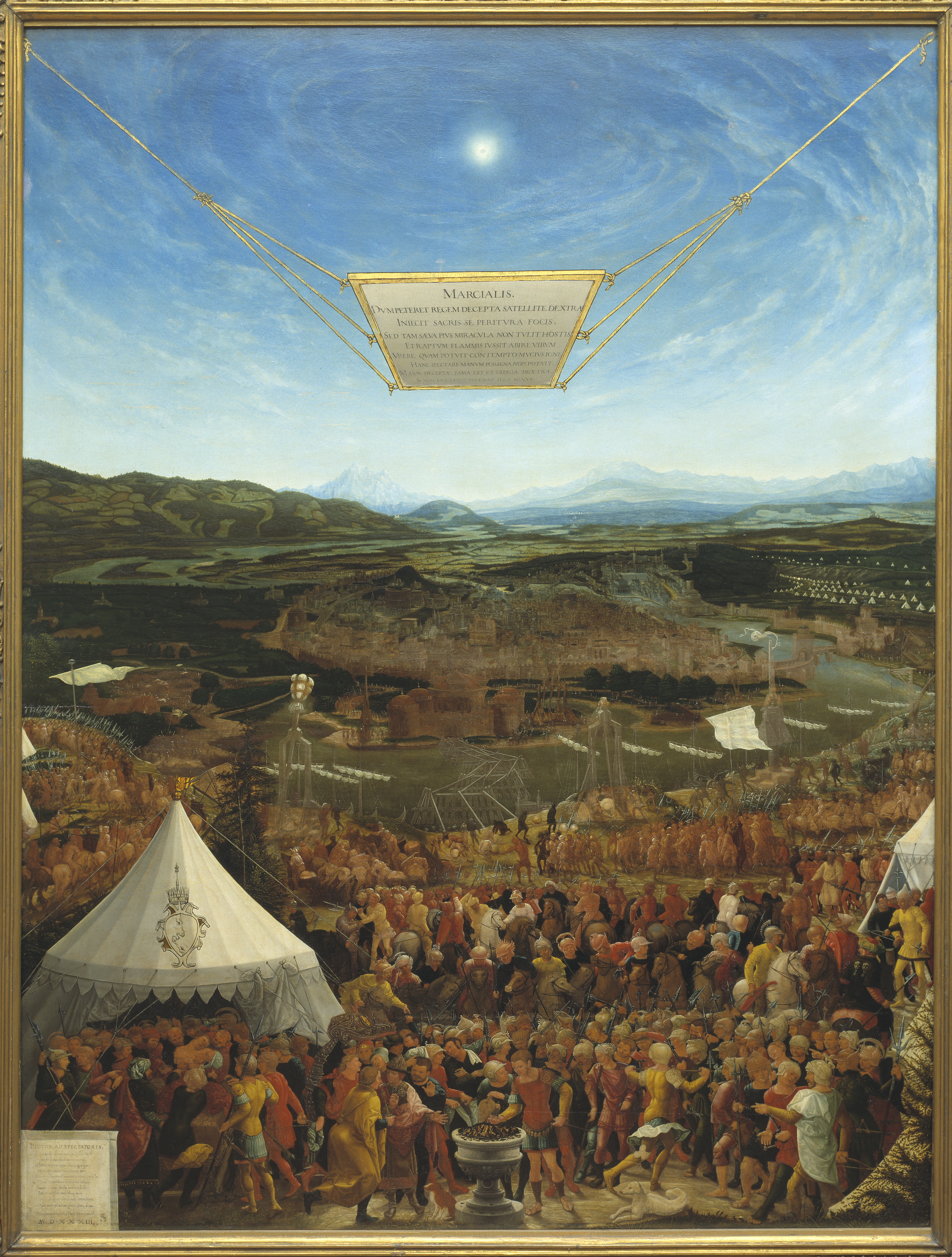
Mucius Scaevola inför kung Porsenna (1533) av Abraham Schöpfer, verksam på 1500-talet.

### Samlingens tidigaste historia
Ett stort antal verk i museets samlingar härrör ur många generationers kungliga samlingar. Från Gustav Vasas tavelgalleri på Gripsholms slott har man med ganska stor säkerhet kunnat identifiera ett fåtal målningar som idag finns i Nationalmuseum. Gustav Vasas samling bestod främst av nordeuropeiskt måleri.
Av verken med ett förflutet i kunglig ägo har många förvärvats mot bakgrund av olika personliga preferenser men här finns också flera exempel på föremål som på 1600-talet kom till de kungliga samlingarna som krigsrov.

#### Münchenrovet
I maj 1632 intog svenska trupper München, där kung Gustav II Adolf gick hårt fram i kurfurst Maximilian I:s samlingar. Man har sökt en förklaring till beslutet i en personlig fiendskap mellan de båda samt i att Maximilian var en framträdande katolik. Med Münchenrovet kom bland annat tre målningar ur den berömda historiecykeln med bilder föreställande strider under antiken, tillkomna 1533–1557 på beställning av hertig Vilhelm IV av Bayern. Mest bekant i sviten är Albrecht Altdorfers Alexanderslaget (nu i Alte Pinakothek i München), vilka dock tillsammans med ytterligare fyra målningar hade evakuerats och därmed räddades undan de svenska truppernas framfart. I Nationalmusei samlingar finns idag Ludwig Refingers Horatius Cocles hejdar kung Porsennas här framför Rom och Manlius Torquatus i envig med en galler samt Melchior Feselens Julius Cæsar belägrar staden Alesia.

#### Pragrovet

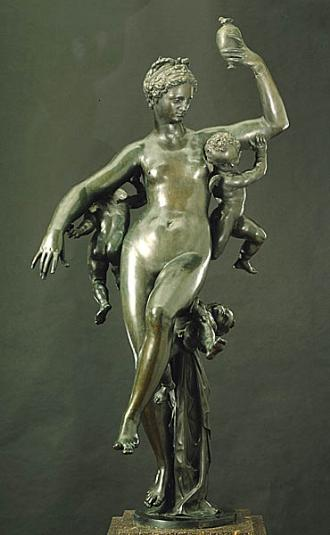
Psyke, buren av amoriner av Adriaen de Vries, vilken ingick i Pragrovet.

Pragrovet var mer omfattande än Münchenrovet. I slutet av juli 1648, under trettioåriga krigets slutskede, intog en svensk armé under Hans Christoff Königsmarck Lilla sidan i Prag och brandskattade kyrkor, kloster, privata palats samt Pragborgen, som innehöll kvarvarande delar av Rudolf II:s tidigare stora konstsamlingar. Svenskarna tog omkring 470 målningar, 69 bronsfigurer och en rad andra preciösa konsthantverksföremål. I krigsbytet ingick målningar av bland andra Albrecht Dürer, Paolo Veronese och Giuseppe Arcimboldo. Av skulpturerna flertalet arbeten av Adriaen de Vries från Wallensteinträdgården. Av målningarna finns idag endast 60 stycken i Nationalmusei samling och i Statens porträttsamling. Tavlorna skingrades ganska tidigt, inte minst genom utbyten med och gåvor till svenska adelsmän och utländska regenter. Drottning Kristina, som värderade det italienska måleriet högst, gav till exempel de två målningar av Albrecht Dürer till kung Filip IV av Spanien, vilka nu finns på Pradomuseet i Madrid. Flertalet skulpturer av Adriaen de Vries har kvarstannat i Sverige, där huvuddelen i slutet av 1600-talet placerades i Drottningholms slottspark. Originalen finns idag på Museum de Vries och Nationalmuseum.
Under 1600-talets andra hälft spelade även änkedrottningen Hedvig Eleonora en viktig roll. Hennes önskemål att manifestera kungahuset med byggnader och konst ledde till att konstföremål importerades och att svenskproducerad konst fick en större marknad. Särskilt bör David Klöcker Ehrenstrahl nämnas. Han var hovmålare och kom till Sverige vid 1600-talets mitt. I Nationalmuseums målerisamling och i Statens porträttsamling finns talrika exempel främst på hans porträttkonst, men också på hans djurmåleri.

### En grund till dagens museisamling
En stor del av de verk som idag anses utgöra kärnan i Nationalmuseums samling av måleri från före 1800 härrör i huvudsak ur ett fåtal samlingar: Carl Gustaf Tessins, drottning Lovisa Ulrikas, kung Adolf Fredriks och Gustav III:s. Flera av de mest betydande verken i kungligheternas samlingar hade dock förvärvats genom Tessin på olika sätt.
I dessa samlingar dominerade franskt, nederländskt och gustavianskt svenskt måleri, vilket alltså i hög grad präglat sammansättningen av Nationalmuseums samling som den ser ut idag. Flera av museets verk av Rembrandt har ägts av dessa personer, liksom andra viktiga verk från 1600-talets Nederländerna och en del från samma tids Flandern.
Av dessa fyra samlare har Carl Gustaf Tessin tveklöst haft störst betydelse, inte minst eftersom mycket i Adolf Fredriks och Lovisa Ulrikas samlingar hamnade där genom hans försorg. Tessin gav sig vid nitton års ålder ut på en grand tour under vilken han vistades i Paris mellan 1714 och 1716. Han skulle senare återvända i flera omgångar men vid detta första besök förvärvade han ett antal mästarteckningar och 23 stycken så kallade contre-épreuves av Antoine Watteau, samt lärde känna flera av tidens konstnärer. År 1728 var Tessin åter i Paris, nu med bättre ekonomiska förutsättningar sedan han utnämnts till överintendent med ansvar för slottsbygget i Stockholm, ärvt sin far och gift sig med en förmögen arvtagerska. Han förvärvade nu målningar av konstnärer som François Lemoyne, François Desportes, Nicolas Lancret och Jean-Baptiste Pater. Av Watteau, som han höll högt, köpte dock han inget. Man har sett en förklaring till det i att konstnären nu hade gått bort och att Tessin koncentrerade sig på levande konstnärer samt att priserna på Watteaus arbeten blivit höga. Vistelsen i Paris innebar också att konst köptes för slottsbyggets räkning. Från Paris reste han till Venedig för att försöka kontraktera Giovanni Battista Tiepolo till detsamma, dock utan att lyckas.

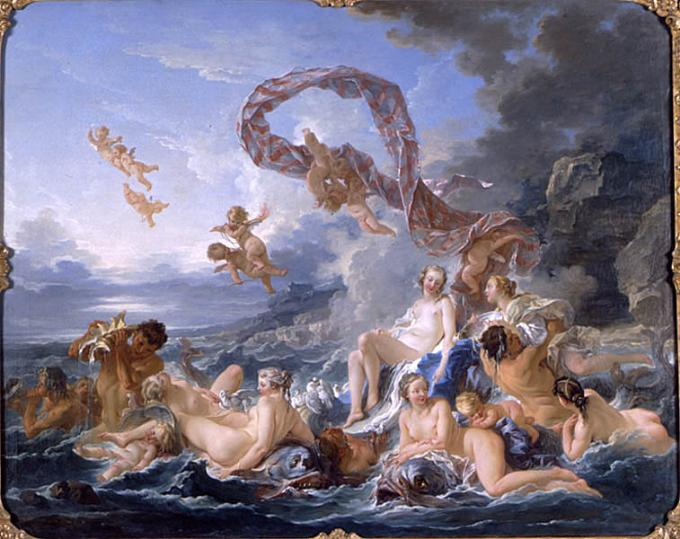
Venus triumf (1740) av François Boucher (1703–1770). Carl Gustaf Tessin köpte tavlan i Paris och lät ställa ut den vid salongen.

1739 var Tessin tillbaka i Paris, där konstens scen tedde sig annorlunda med den sedan 1737 återupprättade salongen. Vid detta besök ställde han fokus på François Boucher och Jean-Baptiste-Siméon Chardin och förvärvade bland annat Bouchers Venus triumf, som visades på salongen 1740. Tessin gjorde också flera inköp av nederländskt måleri på den parisiska marknaden, främst genom konsthandlaren Edme-François Gersaint. Bland de verken märks Rembrandts Porträtt av ung kvinna i profil och Constantin Verhouts Insomnad student. Teckningssamlingen som Tessin förvärvade berörs nedan, i ett särskilt avsnitt om museets samling av konst på papper.

#### WatteausKärlekslektionen
Om något kunde anses saknas i Tessins och sedermera museets annars fullödiga samling av franskt 1700-talsmåleri var det oljemåleri av Watteau, av vilket något förvärv alltså aldrig blivit av. Så sent som på 1950-talet skulle det bli möjligt att komplettera samlingen med ett verk av konstnären. Det rörde sig om Kärlekslektionen, som lånades in till en utställning i samband med vilken man arrangerade en nationalinsamling för att kunna betala de cirka 750 000 kronor som begärdes. Museets förvärvsanslag för inköp av äldre måleri uppgick vid den här tiden till 15 000 kronor. En häftig debatt följde men till sist hade man lyckats samla ihop medel så att man förmådde betala ett prutat pris på cirka 500 000 kronor. Därefter har samlingen kompletterats med ytterligare en oljemålning av Watteau, Den italienska serenaden, skänkt 1962 av en anonym donator genom Nationalmusei vänner.

### Samlingen av svensk konst

Gustav II Adolfs död i slaget vid Lützen (1855) av Carl Wahlbom blev den första historiemålningen i museets samling.

Redan under Konglig Museums tid fanns det gott om svenskt måleri från 1700-talet i det som nu är Nationalmuseums samling, inte minst efter Gustav III. Dessutom fanns det stora antalet skulpturer av Sergel. Det var sämre ställt med den tidens samtidsmåleri, 1800-talsmåleriet. Den klassiska inriktningen och år av svag ekonomi hade inneburit dåliga förutsättningar för detta. Det var alltså angeläget att förvärva verk av 1800-talskonst redan innan den nya byggnaden stod kvar, vilket framgår särskilt tydligt i ljuset av utvecklingen från Konglig Museum till ett medborgarnas Nationalmuseum. År 1845 genomfördes det första köpet av ett verk av en levande konstnär, Italienska banditer bortförande några kvinnor av Alexander Lauréus. 1856 beviljades museet sedan ett anslag som var avsett för inköp av modern svensk konst. Därpå följde förvärv av verk av Josef Magnus Stäck, Marcus Larson, Amalia Lindegren och Carl Wahlbom.
Inför den nya byggnadens öppnande företog man en genomgång av de statliga samlingarna som till stora delar fanns på de kungliga slotten för att göra det urval som skulle visas i det nya museet. Till exempel hade ju den franska samlingen 1700-talsmåleri inte visats i Konglig Museum. Nu fördes den till museibyggnaden tillsammans med framför allt svenskt och nederländskt måleri, däribland Carl Gustaf Pilos Gustav III:s kröning. Inför den nya byggnadens öppnande fick museet utöver mobiliseringen av statliga verk motta flera viktiga donationer, i flera fall av betydande verk med gammal svensk proveniens; exempelvis skänkte hovmarskalken Martin von Wahrendorff ett stort antal verk – däribland Adriaen de Vries Psyke buren av amoriner, som kom från Pragrovet. Kung Karl XV skänkte Rubens båda målningar med motiv fritt efter Tizians Offer till Venus och Backanal på Andros. Nu överfördes också de skulpturer i kolossalformat, Tor, Oden och Balder, som kung Karl XIV Johan beställt av Fogelberg. Även Batavernas trohetsed av Rembrandt överfördes till museet såsom en deposition utan tidsbegränsning (målningen ägs av Konstakademien).

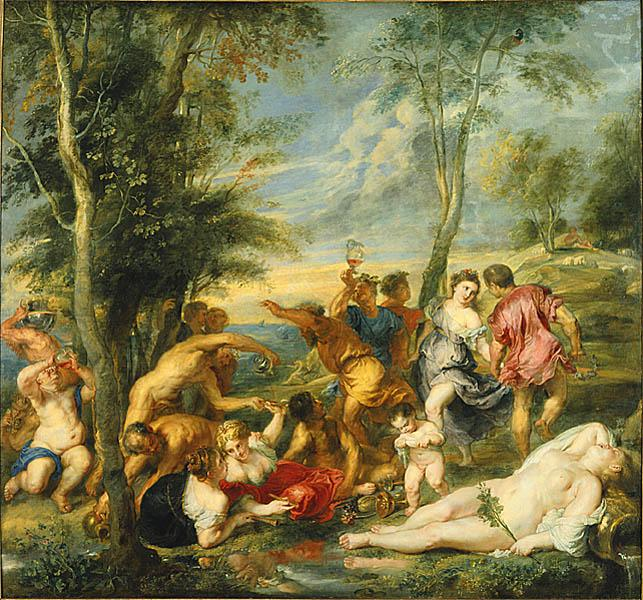
I samband med flytten till den nya byggnaden donerade Karl XV Peter Paul Rubens Backanal på Andros och Offer till Venus.

Svenskt 1800-talsmåleri fanns inte att uppbringa i någon stor utsträckning i de statliga samlingarna och ingick heller inte i många fall i donationerna. Därför användes de medel som stod till buds till inköp av sådant. Man köpte i första hand verk av yngre konstnärer som studerade i Paris, Rom och Düsseldorf, som Johan Fredrik Höckert, Mårten Eskil Winge, Josef Wilhelm Wallander och Alfred Wahlberg. Av mycket stor betydelse för den svenska samlingen skulle en något senare donation gjord av Karl XV bli. Kungen hade vid sitt trontillträde inrett ett tavelgalleri med i första hand samtida svenskt och nordiskt måleri. Galleriet var öppet för allmänheten några dagar i veckan.
År 1872 skänktes större delen av samlingen, omkring 400 verk, till Nationalmuseum. Härmed fick museet en stark representation av det nordiska måleriet samtidigt som den numerära tyngdpunkten i den nordiska samlingen försköts från skulpturen som tidigare utgjort en stor majoritet. Bland verken var många målade av konstnärer som varit i Düsseldorf, såväl från Norge som Sverige. Samlingens kvalitet var dock något ojämn, eftersom Karl XV inte sällan köpt målningar för att hjälpa unga konstnärer under utveckling.
Den närmast följande tiden skulle präglas av två uppfattningar angående förvärv – den ena falangen förespråkade historiemåleri och den andra var angelägen om att museets förvärv skulle spegla konstutvecklingen. Förhållandet speglar de motsättningar som vid samma tid rådde vid Konstakademien, mellan den äldre generationen och den yngre.

### Expansion av svensk och fransk 1800-talskonst

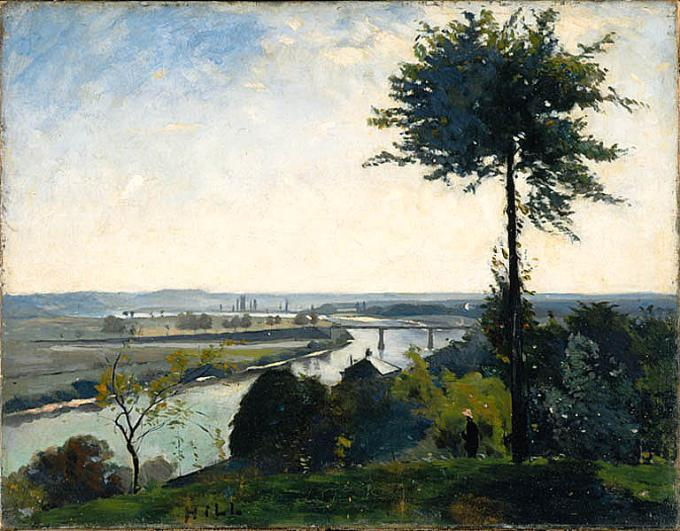
Trädet och flodkröken III (Bois-le-Roi) (1877) var en av de målningar av Carl Fredrik Hill som ingick i den donation Richard Bergh förmedlade 1915. Av Hill fanns dessförinnan inte något verk i samlingen.

Nästa stora viktiga förvärv skulle ske 1915, när konstnären Richard Bergh var museets överintendent. Bergh bekymrades av de luckor i samlingen som fanns till följd av de föregående decenniernas dåligt samordnade förvärvsstrategi och hade redan inför sitt tillträde börjat verka för att fylla dem. Det var främst verk av Opponenterna som saknades, även om en del betydande arbeten av dessa köpts till samlingen tidigare. Många av 1880- och 1890-talens mest betydande verk hade redan köpts av andra museer i Norden, varför det ansågs brådskande. Bergh startade ett upprop bland förmögna konstvänner vilket resulterade i en gåva bestående av ett stort antal konstverk samt 135 000 kronor för att förvärva fler. Gåvan överlämnades formellt vid Berghs tillträde och innehöll bland annat sex målningar av Carl Fredrik Hill (av vilken museet dittills inte ägde någonting), tolv verk av Ernst Josephson, tio av Nils Kreuger och fem av Karl Nordström. Konstverken i donationen utgör idag ett alltjämt viktigt inslag i museets samlingsutställningar.
Ett annat område Bergh ville förbättra var den franska 1800-talskonstens. Redan kort innan hade man, bland annat med hjälp av Nationalmusei vänner, köpt verk av bland andra Edgar Degas och Alfred Sisley och av Anders Zorn hade man mottagit Edouard Manets Päronskalaren, men samlingen var numerärt mycket blygsam. På grund av första världskriget var den svenska kronan stark och Bergh gav sig i maj 1916 tillsammans med Gregor Paulsson av till Berlin för att försöka köpa fransk konst vid en auktion hos Julius Sterns auktionshus. De flesta av verken blev dyrare än vad man hoppats på, men man kom hem med en pastell av Degas och Landskap i Bretagne av Paul Cézanne som visserligen köptes utanför auktionen. På hösten samma år förvärvade han med hjälp av donatorer bland annat Auguste Renoirs Konversation och Henri de Toulouse-Lautrecs Lindanserska.

### Carl Larssons väggmålningar

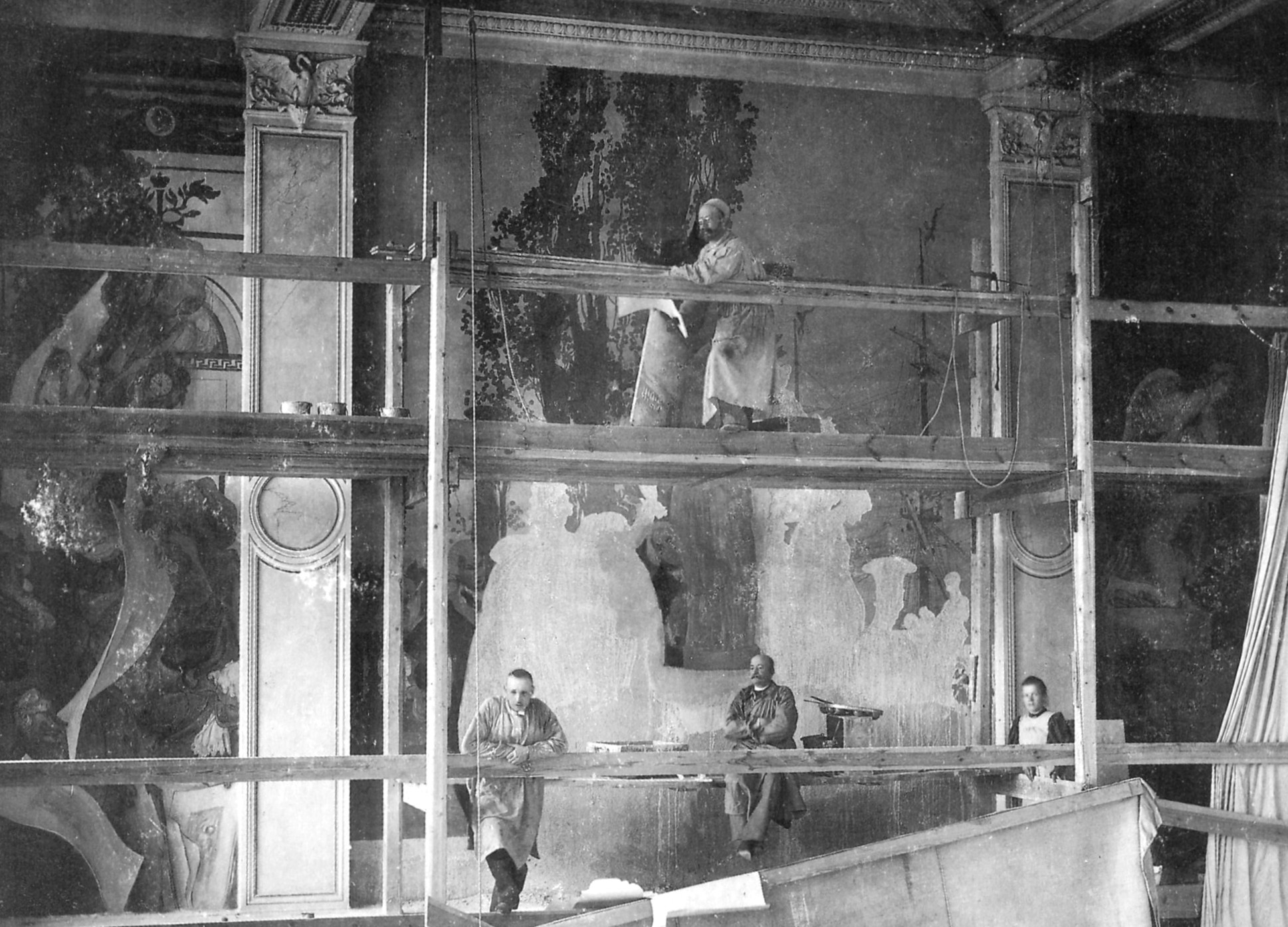
Carl Larsson vid målningsarbetena i nedre trapphallen (1894).

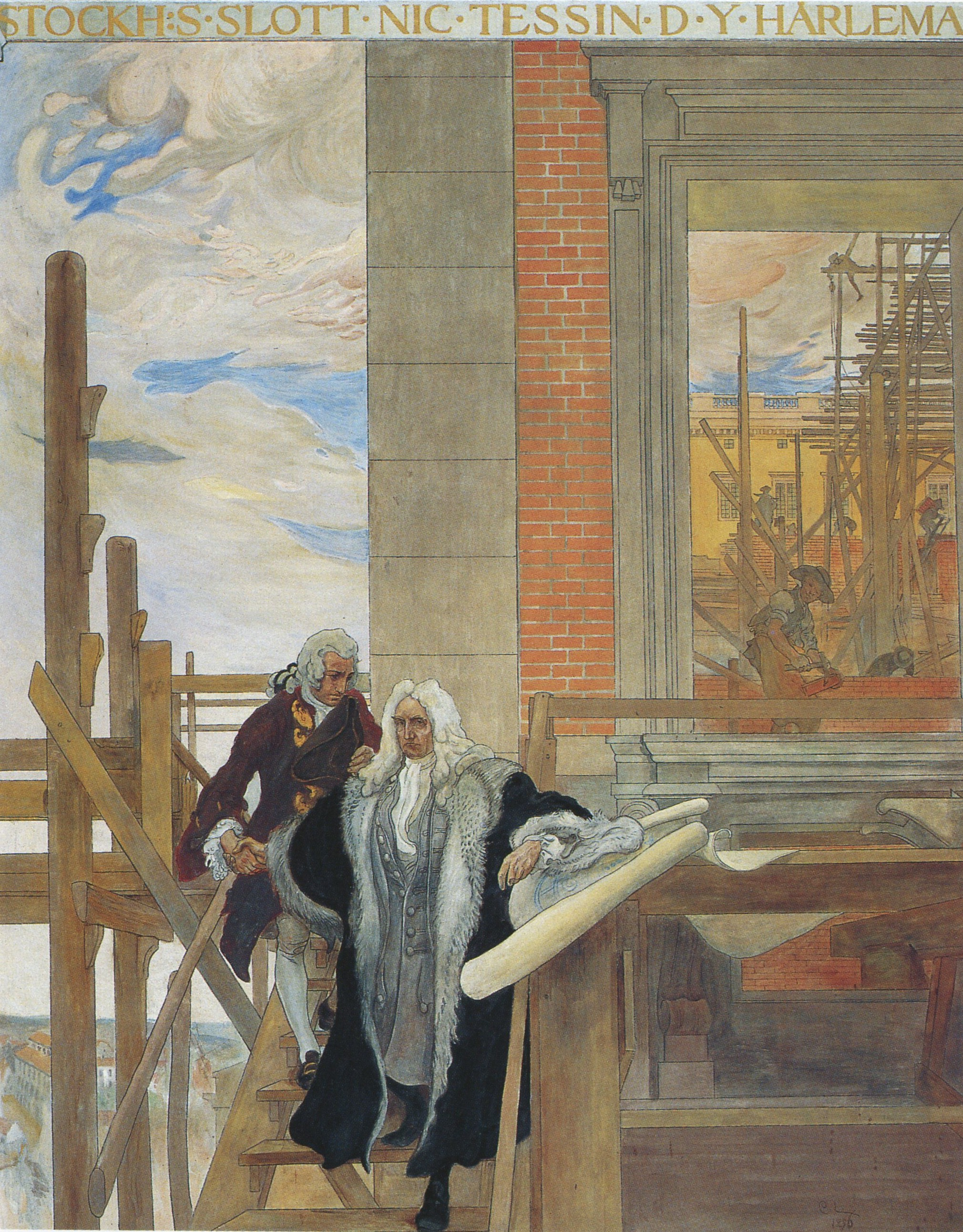
Slottsbygget med Nicodemus Tessin d.y. och Carl Hårleman (1896), väggmålning i trapphuset av Carl Larsson.

Om kungliga inslag från början saknades i utsmyckningarna tillkom flera sådana då de planerade freskomålningarna blev verklighet. Tanken var att motiven skulle vara av historisk art, vilket inte skulle utesluta en konsthistorisk dimension – i flera fall i form av olika regenter framställda som konsternas beskyddare. Carl Larssons målningar kom att bli de mest framträdande av utsmyckningarna i museibyggnaden. I nedre trapphallen finns sex stycken fresker med motiv ur den svenska historien respektive konsthistorien. Målningarna på den södra väggen i nedre trapphallen är, från vänster till höger Ehrenstrahl målande Karl XI, Slottsbygget med Nicodemus Tessin d.y. och Carl Hårleman och Taravals ritskola. På den norra väggen finns från vänster till höger Lovisa Ulrika och Carl Gustaf Tessin, Gustav III mottager antika konstverk och Bellman i Sergels ateljé. I övre trapphallen hänger Gustav Vasas intåg i Stockholm 1523 och Midvinterblot, båda målade i olja på duk.
Stüler hade alltså själv redan från början ansett att väggfälten i nedre och övre trapphusen vore lämpliga för bilder med motiv ur den svenska historien. Först 1883 utlystes en tävling där deltagarna skulle redogöra för sina förslag i skrift. Någon segrare korades inte eftersom inget av bidragen ansågs kunna bli tillräckligt bra. Det skulle dröja till 1888 innan man gick vidare med projektet genom att utlysa en ny tävling där deltagarna istället för skriftligen skulle presentera sina förslag i form av skisser. Endast fem konstnärer deltog. Vann gjorde Gustaf Cederström med Kristendomens införande i Sverige genom Ansgar. Andra pris fick Carl Larsson som i väggfälten på nedre trapphusets ena vägg gjorde nedslag vid olika tidpunkter i den svenska historien respektive konsthistorien.
Museets nämnd var dock inte beredd att låta något av förslagen realiseras och konstnärerna ombads att förbättra dem. Kritiken mot Larssons bilder bestod bland annat i att man inte tyckte att de var monumentala nog. Inte heller sedan förslagen omarbetats godkändes de och än en gång utlyste man tävling. Sammanlagt deltog fyra konstnärer, varav en var Georg Pauli. Tillsammans med sina än en gång omarbetade förslag presenterade Carl Larsson i denna tredje omgång Gustav Vasas intåg i Stockholm som förslag till freskomålning i det övre trapphuset på den sida där trappan mynnar. Det var för samma plats som Gustaf Cederström gjort sin Ansgarmålning. Förslaget uppskattades inte minst av konkurrenten Cederström som tyckte att Larssons målning var så väl lämpad för platsen att han avböjde erbjudandet att utmana den genom att omarbeta sitt förslag. Fler turer följde men slutligen godkändes Carl Larssons förslag till den nedre trapphallens väggfält 1895 respektive 1896. I november 1896 var målningarna färdiga.

#### Gustav Vasas intåg i Stockholm

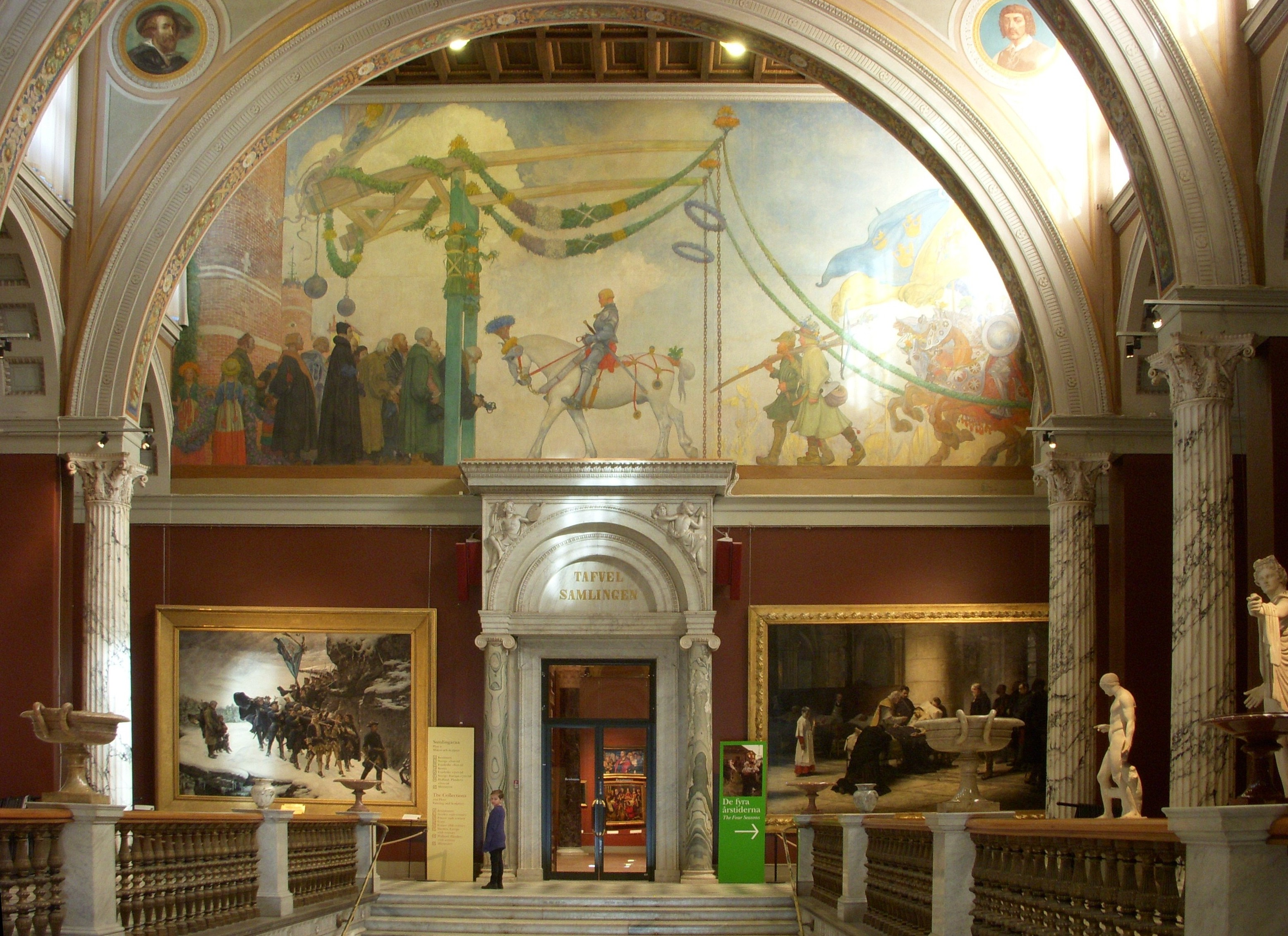
Carl Larssons Gustav Vasas intåg i Stockholm 1523.

Trots att den vunnit gillande hade det inte fattats något beslut angående Gustav Vasas intåg i Stockholm. Carl Larsson fortsatte trots det att arbeta med utformningen. 1904 presenterade han på eget initiativ ett förslag där han, som man påpekat, renodlat bildens monumentalitet. Sedan han presenterat det första förslaget hade han rest i Italien där han säkert haft tillfälle att studera ryttarstatyer. Man har pekat på Donatellos monument över Gattamelata och på Paolo Uccellos Epitafium över Sir John Hawkwood i domen i Florens som inspirationskällor.
Målningens monumentala karaktär förstärks av att dess betraktare ser den ovanför sig redan från de två nedre våningarna. Hösten 1905 tog väggmålningsnämnden beslut om att projektet skulle realiseras. Arbetet med freskerna i nedre trapphallen hade orsakat Carl Larsson en ögonsjukdom och varit slitsamt över huvud taget, varför han föreslog att målningen skulle utföras på duk istället. Så blev det – arbetet gjordes på fyra dukar som klistrades på väggen sent år 1907 för att signeras av konstnären efter vissa retuscher 28 januari 1908.

#### Midvinterblot
Nu återstod endast ett väggfält, närmare bestämt i övre trapphallen mittemot Gustav Vasas intåg i Stockholm. Carl Larsson hade tidigare i samband med tävlan om att få utföra de andra väggmålningarna föreslagit en bild föreställande Gustav II Adolf för det här fältet (ett förslag som redan Stüler på sin tid framfört). Nu, en bit in på 1900-talet, hade han dock övergivit den tanken och tänkte sig istället en kung som offras för sitt folk, som kontrast till Gustav Vasa som triumferar i en midsommarsmyckad scen. Inspirationen till motivet, som Carl Larsson kallade ”Midvinterblot”, hade han funnit hos Adam av Bremen och Snorre Sturlasson. Sturlasson skriver om kung Domalde som offras för bättre skörd efter flera års missväxt och lönlösa offer. I januari 1911 presenterade Carl Larsson på eget initiativ ett första förslag som visades på Nationalmuseum, dock utan någon officiell respons från museets nämnd. Från annat håll reagerade man negativt på bilden, som i Dagens Nyheter där en skribent under signaturen ”Arkeolog” angrep den historiskt inkorrekta blandningen av rekvisita från olika sekel.

Carl Larssons Midvinterblot.

Hösten 1913 presenterade Carl Larsson en omarbetad version med en mer distinkt komposition och med påskriften ”En drömsyn. En konung offras för folket”. Man har tolkat orden som ett sätt att denna gång förekomma kritiska historiker. Också det här förslaget kritiserades i pressen och även den här gången för bristen på historisk autenticitet. När sedan nämndens yttrande kom hade en majoritet röstat för att målningen skulle utföras, men med reservationen att motivets kärna, det vill säga kungaoffret, skulle förändras eller tonas ned. Carl Larsson var dock inte villig att genomföra några sådana ändringar. Kritiken växte och upprepades och man pekade på att Historiska museet var inrymt i nationalmuseibyggnaden, vilket gjorde problemet med bristen på autenticitet särskilt allvarligt. Det slutade med att Larsson avsade sig uppdraget. Men trots motgångarna fortsatte han att arbeta på målningen och 1915 presenterade han en skiss som i hög grad motsvarar den färdiga målningen. Inte heller denna gång antogs bilden. Carl Larsson skrev i sin självbiografi att ”Midvinterblots öde knäckte mig! Med dov vrede erkänner jag detta”.
Härefter visades målningen under 1900-talet vid diverse utställningar och från 1942 fanns den deponerad på Skissernas museum i Lund. I början av 1980-talet erbjöds Nationalmuseum åter att förvärva den men man avböjde med motiveringen att den skulle passa bättre på Historiska museet. Där hamnade den emellertid inte, utan istället såldes den till en privatperson. År 1987 såldes den på auktion i London till en japansk köpare. Tio år senare köptes den till museet med hjälp av bidrag från Nationalmusei vänner och ett antal privata donatorer. Sedan dess hänger den på övre trapphallens västra vägg.

### Konsortieresorna – innovativ förvärvsfinansiering

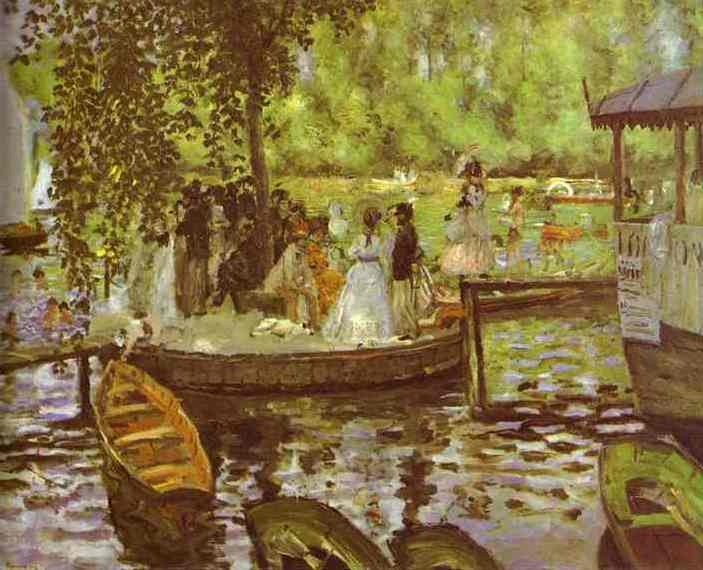
La Grenouillère, Auguste Renoir

Richard Berghs expansionsplaner för samlingen matchades inte av museets ekonomiska resurser och vid flera tillfällen betalade han med egna medel i väntan på att museet självt skulle äga medel. 1917 framförde en grosshandlare vid namn Axel Beskow tanken att museet skulle kunna samarbeta med ett antal privata samlare. Man skulle ge sig ut på konstmarknaden tillsammans och göra omfattande konstköp som vore möjliga genom att man utnyttjade fallande kurser på utländsk valuta och att den amerikanska konsthandeln inte var alert nog. Man lyckades få ihop fem intressenter som satsade sammanlagt 700 000 kronor på inköp. Nationalmuseums ”insats” var sakkunskapen. Ur det gemensamma förvärvet skulle museet sedan första av de inblandade få välja konst för till ett värde av en tiondel av den totala summan, vilket innebär 70 000 kr. Sammanlagt gjordes tre sådana här konsortieresor. Till verken som förvärvades och valdes till museets samling här Manets Parisiska, Jean-Baptiste-Camille Corots Röda klippor vid Cività Castellana och Théodore Géricaults De avhuggna huvudena.
Tack vare Berghs insatser och senare inköp och donationer har samlingen av fransk 1800-talskonst trots allt vuxit sig stark. När samlaren Klas Fåhræus 1926 av ekonomiska skäl tvingades sälja sin samling lyckades museet med hjälp av Nationalmusei vänner förvärva bland annat Auguste Renoirs I mor Anthonys värdshus, Gustave Courbets Jo, den vackra irländskan och Cézannes Stilleben med statyett. I flera omgångar har Grace och Philip Sandblom skänkt betydande verk av Eugène Delacroix, Courbet och Cézanne. Till höjdpunkterna hör också Renoirs La Grenouillère som skänktes till museet 1924 av en anonym givare genom Nationalmusei vänner.
Under Richard Bergh gjorde också modernismen entré i museet. Under de kommande decennierna förvärvade man aktivt 1900-talskonst, vars tillvaro till utställningsytan var ganska begränsad på Nationalmuseum. 1958 öppnade så Moderna Museet i flottans exercishus på Skeppsholmen och 1900-talskonsten fick sina egna lokaler.

### Gravyr- och handteckningssamlingen

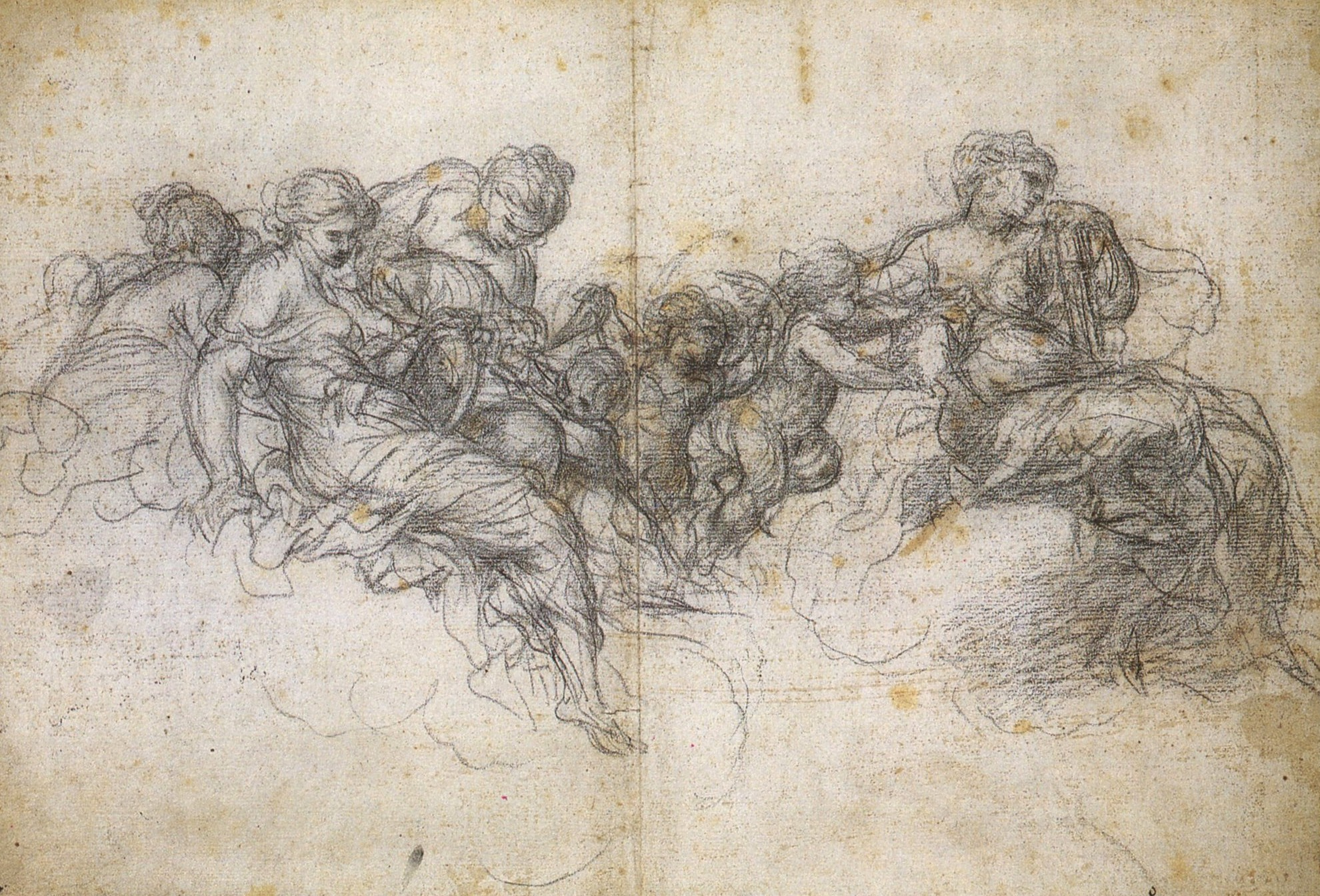
Pietro da Cortonas studie till plafond i Palazzo Pitti i Florens (svartkrita).

Nationalmuseums samling av teckningar och grafik består av sammanlagt cirka 500 000 blad från sen medeltid till omkring år 1900. Kärnan i samlingen utgörs av de fler än 2 000 mästarteckningar som Carl Gustaf Tessin köpte i Paris våren 1742 vid auktionen efter den franske samlaren Pierre Crozat. Här ingick arbeten av konstnärer som Rafael, Domenico Ghirlandaio, Rembrandt och franska rokokomästare. Tessin blev av ekonomiska skäl tvungen att sälja samlingen till kung Adolf Fredrik. Senare förvärvades den av kung Gustav III, genom vars försorg den via Kungliga Biblioteket kom till Konglig Museum och sedermera till Nationalmuseum.
En annan person som haft betydelse för samlingens uppbyggnad är Johan Tobias Sergel. Under sin vistelse i Rom samlade han på sig teckningar av bland andra Johann Heinrich Füssli och Angelica Kauffman samt teckningar av äldre mästare, varav flera idag finns på Nationalmuseum. Av det Sergel lämnade efter sig var det dock främst teckningarna av hans egen hand som berikade samlingen. År 1875 köpte museet över 800 teckningar ur hans kvarlåtenskap.
En annan viktig del av gravyr- och handteckningssamlingen utgör gravyr- och ornamentstickssamlingarna och i dem framför allt Nicodemus Tessin den yngres samling av arkitekturrelaterade blad. I samlingarna finns även blad som tillhört arkitekterna Carl Johan Cronstedt och Carl Hårleman. Mycket av materialet köptes in i samband med 1700-talets slottsbyggen för att fungera som förlagor. Den samling av arkitekturritningar som Nicodemus Tessin lämnade efter sig anses idag höra till de främsta i världen. Under sin bildningsresa förvärvade han bland annat unika blad av till exempel Jean Berain och André Le Nôtre. Förvärven upphörde inte i och med att han kom hem utan kunde fortgå tack vare ett stort kontaktnät på kontinenten.

### Konsthantverkssamlingen
I Konglig Museum hade konsthantverksföremålen varit få och inte tagit mycket utrymme i anspråk. I planerna för Nationalmuseibyggnaden bereddes därför inte konsthantverket särskilt stor plats, vilket snart skulle visa sig bli ett problem. År 1851 hade Museum of Manufactures, nu Victoria & Albert Museum, öppnat i London. Liksom i Storbritannien närde man i Sverige tanken att utställda exempel på gamla tiders hantverk skulle inspirera och stimulera aktörer inom den moderna konstindustrin samtidigt som man med en sådan utställning naturligtvis manifesterade produktions- och handelsstaten.
Röster höjdes om vikten av ett särskilt konsthantverksmuseum, varpå en kommitté 1877 föreslog att ett sådant skulle byggas söder om Hötorget, men planerna realiserades aldrig. Ungefär samtidigt mottog museet två stora donationer av kung Karl XV (2 500 föremål) respektive Axel Bielke (2 200 föremål). År 1884 donerade Svenska Slöjdföreningen 2 700 föremål. Slöjdföreningen hade tidigare under drygt ett decennium drivit ett konstindustrimuseum i egen regi men tvingats lägga ned på grund av alltför svåra ekonomiska förhållanden.

Utställningssalar (efter återinvigning 2018)
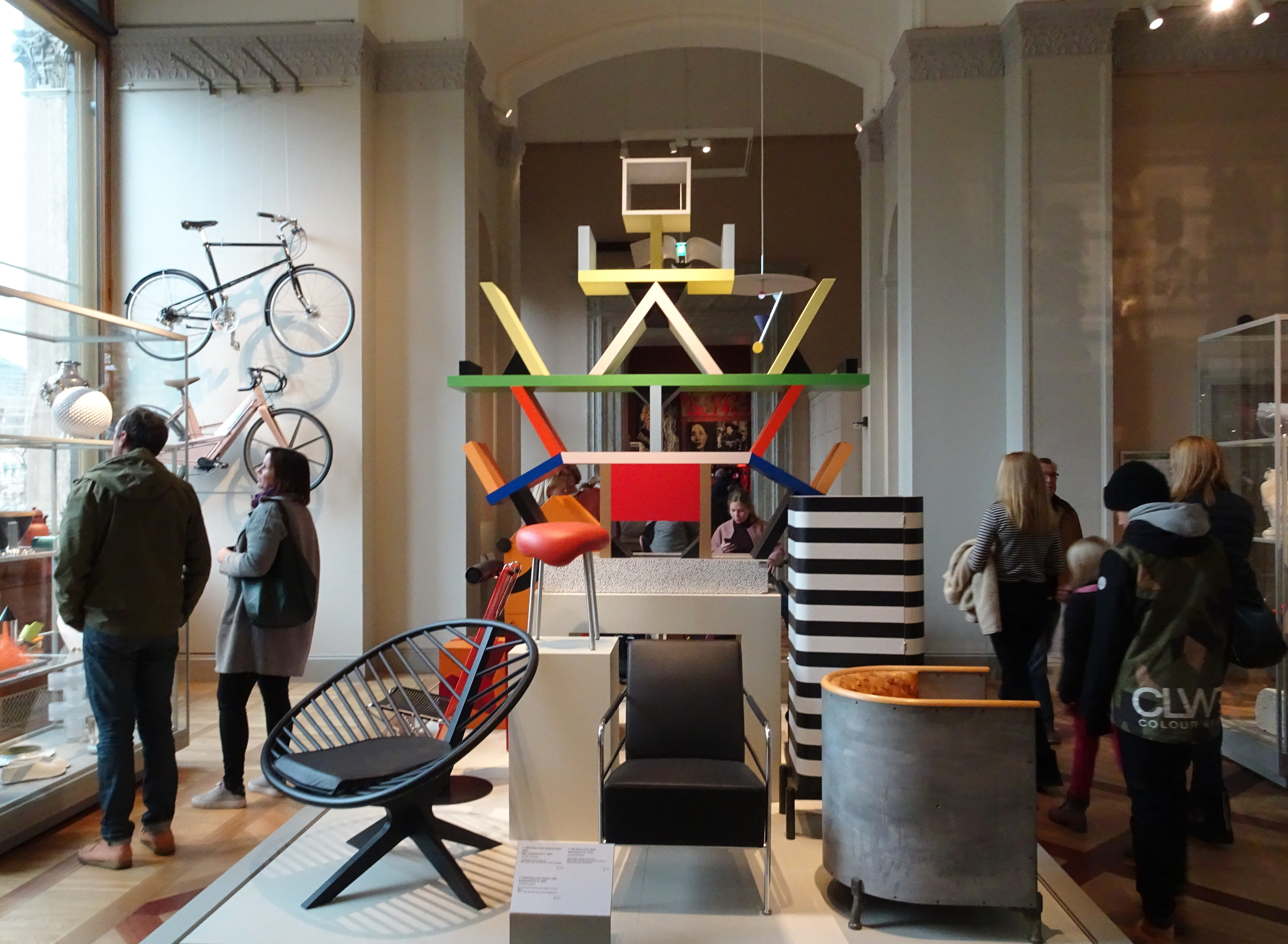
Entréplan, Designtorget.
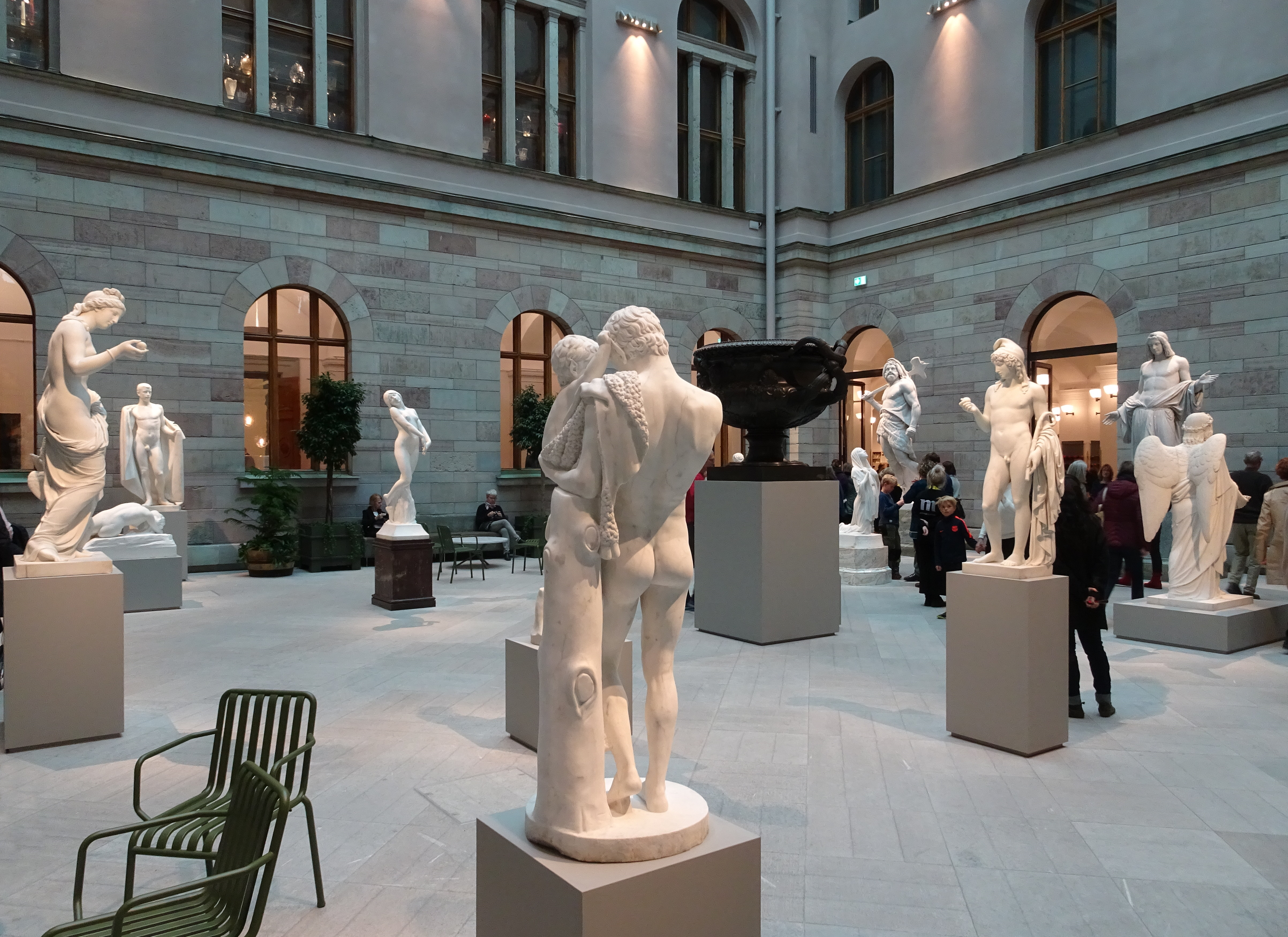
Entréplan, Skulpturhallen.
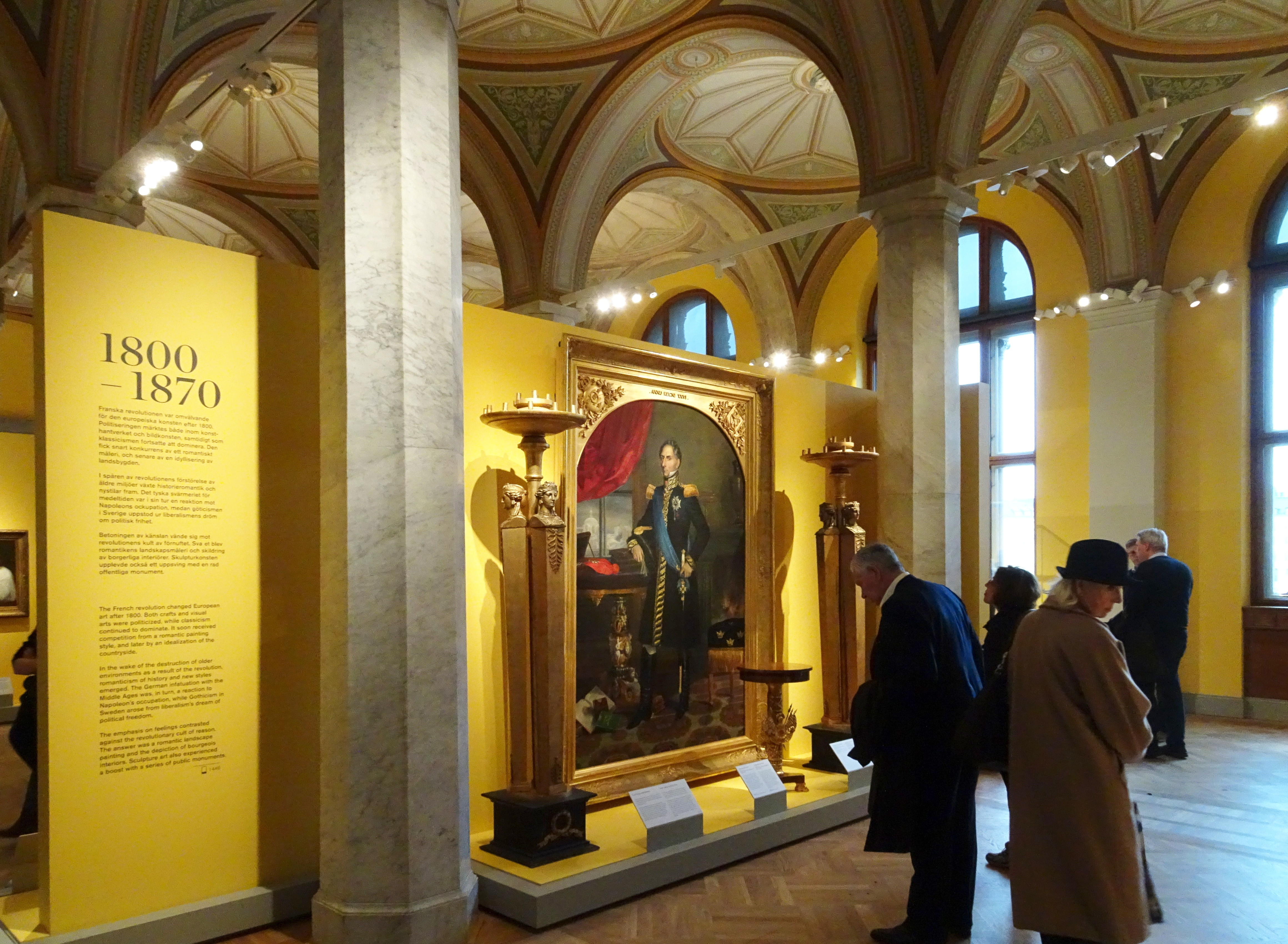
Mellanplan, 1800–1870.
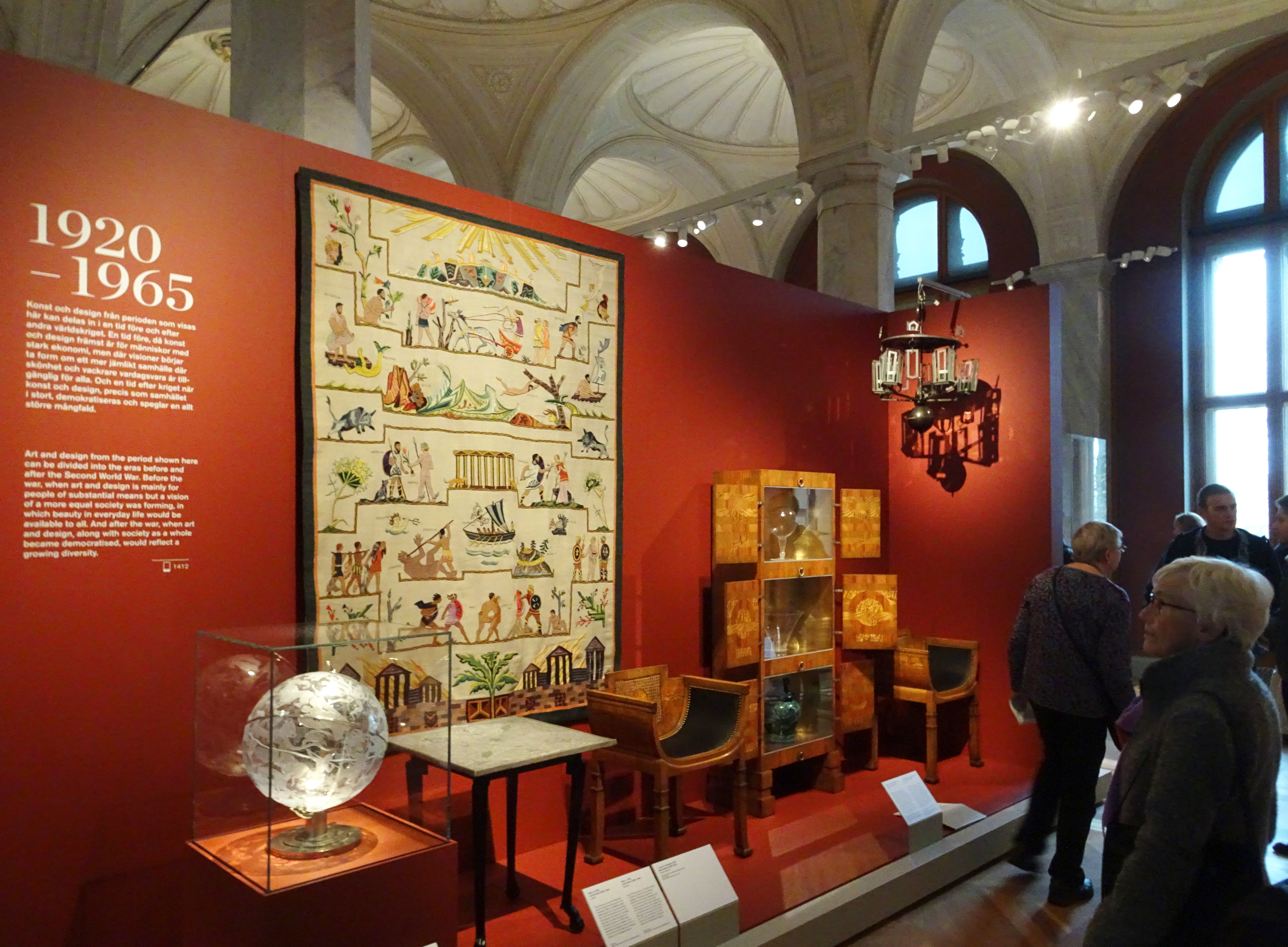
Mellanplan, 1920–1965.
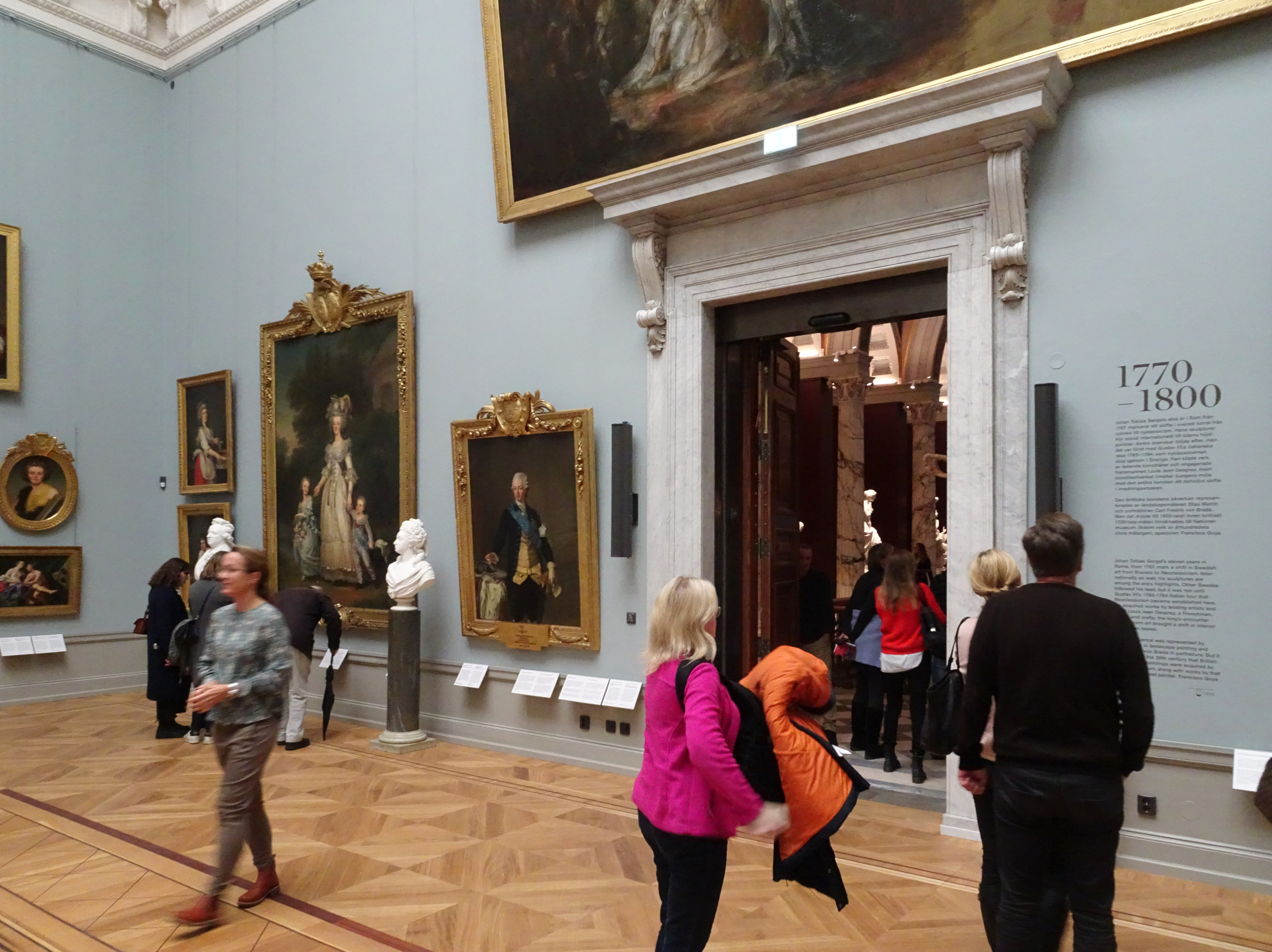
Övre plan, 1770–1800.

Donationerna kan betraktas som tungt vägande inlagor i diskussionen om behovet av ett särskilt konsthantverksmuseum och de skulle få genomslag. Inte tillräckligt för att få till stånd ett särskilt museum, men väl för att samlingen skulle bli en egen avdelning 1885. Efter att Livrustkammaren flyttat ut och tagit över Kungliga Bibliotekets lokaler på Kungliga slottet disponerade avdelningen för konsthantverk två större, sammanhängande salar i museibyggnadens mellanvåning. Fram till att Nationalmuseum renoverades, med början 2013, visades konsthantverkssamlingen på det här planet, men i fler salar. Utställningen var uppdelad i två perioder, varav den första sträckte sig från omkring 1500 till 1750 och den andra från 1910-talet till nutid. Den äldre delen av samlingen består, vilket framgick av utställningen, i första hand av dyrbara föremål som ägts av kungligheter och andra förmögna personer; exempel på sådant som visas är den så kallade Bielkesängen och Alhambravaserna.
I avdelningen Den moderna formen 1900–2000 visades föremål som textilier, keramik, silver, möbler, belysningsarmatur, glas och porslin samt objekt inom industridesign. Den ”vackra vardagsvaran” exemplifierades av Wilhelm Kåges porslinsserie Liljeblå från Hemutställningen 1917 och Stig Lindbergs eldfasta keramik Terma från Helsingborgsutställningen 1955. I avdelningen visades även en flygel i design Sigurd Lewerentz från Stockholmsutställningen 1930 och möbler av bland andra Mies van der Rohe, Yngve Ekström, Jonas Bohlin och Gunilla Allard. Andra objekt på utställningen var till exempel Gösta Thames telefon Ericofon (kallad ”Kobran”), A&E Designs diskborste och könummersystem samt Nobelservisen från 1991 med porslin Karin Björquist, glas och bestick av Gunnar Cyrén samt textil av Ingrid Dessau.

### Miniatyrsamlingen
Nationalmuseums samling av miniatyrer uppgår till ca 5 200 nummer. Verken i samlingen har många olika ursprung, inte minst hos olika kungligheter, men av särskild betydelse är två donationer och ett stort antal förvärv som gjorts i senare tid. Donationerna gjordes av Carl Fredrik Dahlgren 1894 och Hjalmar Wicander 1927. Dahlgren var storsamlare och inriktad på skandinaviska och tyska arbeten. Hans gåva bestod av hela 4 435 miniatyrer vilket gett samlingen en väldig spännvidd. Wicander samlade i sin tur inte lika brett utan koncentrerade sig på arbeten av mycket hög kvalitet. Han fortsatte även efter sin donation att finansiera och på annat sätt engagera sig i viktiga förvärv. Av stor betydelse är också den fond som Wicander instiftade året efter donationen, som gjort det möjligt att i senare tid komplettera samlingen med några av dess idag främsta nummer av konstnärer såsom Francisco de Goya och Louis Marie Autissier. Samlingen är rik på arbeten av Peter Adolf Hall, den svenske miniatyrmålaren som gjorde stora framgångar i Frankrike. Under perioden 2009–2013 visades samlingen i en permanent utställning.

## Regional verksamhet
Nationalmuseum ansvarar för samlingar av konst och konsthantverk på en rad slott, herresäten och museer runt om i Sverige, bland annat Gripsholms slott, där Statens porträttsamling finns, samt Läckö slott, Ulriksdals slott och Nynäs slott. 

### Statens porträttsamling

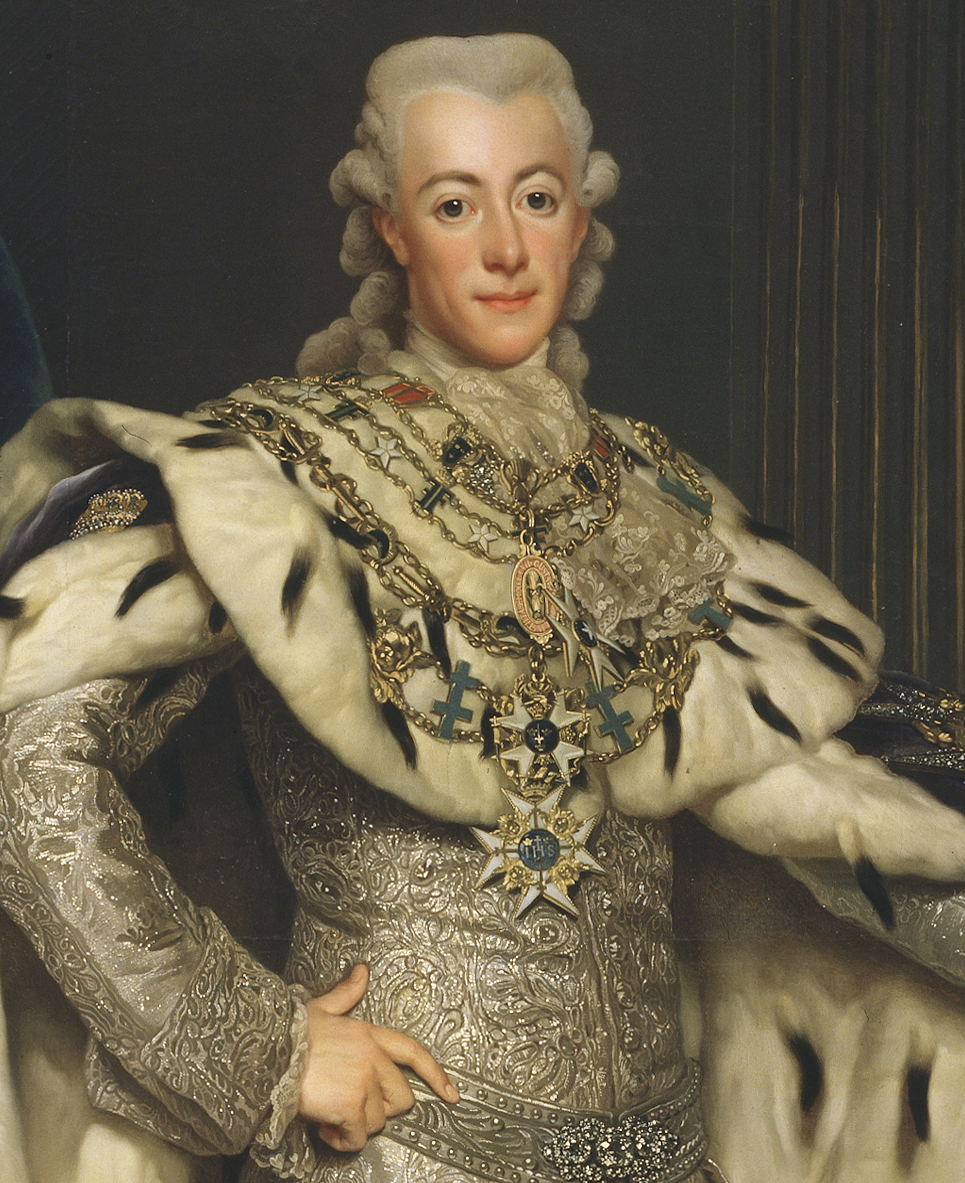
Alexander Roslins porträtt av Gustav III från 1777 hänger i Vita salongen på Gripsholms slott.
(Bilden är beskuren.)

Statens porträttsamling förvaltas av Nationalmuseum och visas på Gripsholms slott. Samlingen består av porträtt från sent 1400-tal till idag och uppgår till cirka 4 700 verk i olika media, vilket gör den till världens största porträttsamling. Porträtten visas dels i slottets olika inredningar och dels i några renodlade tavelgallerier. Att samlingen finns på Gripsholm har med slottets historia att göra. Redan på kung Gustav I:s tid fanns här ett tavelgalleri som till en del innehöll porträtt, men man brukar peka på hur drottning Hedvig Eleonora omgav sig med släktporträtt under sin tid på slottet som ett slags prägel som kom att bestå. Gripsholm betraktades tidigt som historiskt intressant och 1755 publicerades den första beskrivningen av slottet, författad av Carl Fredrik Ljungman. Denna innehöll 308 nummer varav 275 var porträtt.

Den 25-årige Adolf Ludvig Stierneld (1755–1835) som kammarherre hos drottning Sofia Magdalena, vid målningens tillkomst 1780. Porträtt i olja av Ulrika Fredrika Pasch (1735–1796).

Porträttgalleri av en mer officiell karaktär blev Gripsholm på sätt och vis då kung Gustav III lät föra dit en serie riksrådsporträtt från Drottningholm. Därmed utökades alltså samlingen till att omfatta även enskilda svenskar och inte endast kungligheter. Efter Gustav III:s död fördes fler porträtt till Gripsholm men det var först 1822 som porträttsamlingen skulle grundas formellt. Den före detta kammarherren vid Gustav III:s hov, friherre Adolf Ludvig Stierneld förestod och organiserade samlingen samtidigt som han genom en offensiv förvärvspolitik såg till att den växte. År 1831 omfattade den 1 367 nummer. I samband med att den nya museibyggnaden stod färdig 1866 övertog Nationalmuseum ansvaret för porträttsamlingen.
Svenska statens porträttsamling är under ständig utveckling. Den kompletteras kontinuerligt med såväl äldre som nutida porträtt av personer som på olika grunder har en plats i historien. Varje år tillkommer minst ett så kallat hedersporträtt, det vill säga ett porträtt vars föremål utsetts av representanter för Gripsholmsföreningen och Nationalmuseum som kvitto på sin gärnings betydelse. Bland hedersporträtten återfinns bland andra Dag Hammarskjöld, Gunnar Nordahl, Olof Palme, Benny Andersson och Ingvar Kamprad.
Samlingen är rik på verk av de mer namnkunniga porträttkonstnärerna genom den svenska konsthistorien, som David Klöcker Ehrenstrahl, Alexander Roslin, Per Krafft d.ä., Ulrika Fredrika Pasch, Johan Gustaf Sandberg och Fredric Westin. Bland porträtten från perioden omkring år 1900 märks verk av Anders Zorn, Carl Larsson, Carl Wilhelmson och Ejnar Nielsen. I den tidigmoderna delen av samlingen finns verk av konstnärer som Isaac Grünewald, Nils von Dardel och Tyra Lundgren. I den nutida delen finner man till exempel Birgit Broms, Cecil Beaton, Irving Penn och Ola Billgren.

### Nationalmuseum Jamtli
Nationalmuseum har fått finansiering för att starta en filial, Nationalmuseum Jamtli, i Östersund i samarbete med länsmuseet Jamtli. En konsthall invigdes 17 juni 2018, i syfte att stärka konstens och designens betydelse i Mittsverige och Mittnordenregionen.

## Museets verksamhet idag
Fram till år 2013, då Nationalmuseums byggnad på Blasieholmen i Stockholm stängdes för renovering, visades årligen ett antal tillfälliga större utställningar. Några exempel var Henri de Toulouse-Lautrec, Design Sigvard Bernadotte, Förfärligt härligt, Lura ögat, Prerafaeliterna, Caspar David Friedrich, Rubens & van Dyck, Konceptdesign, Tidens form och Slow Art. I gravyrgalleriet visades mindre utställningar med verk företrädesvis ur de egna samlingarna. Museet lånar ut ett stort antal verk till utställningar vid andra museer i Sverige och utomlands. Vid Nationalmuseum bedrivs också en forskningsverksamhet med de egna samlingarna som utgångspunkt samt en egen förlagsverksamhet.  
Nationalmuseum har även ett arkiv och bildarkiv. Museet är även huvudman för Konstbiblioteket som är ett av Nordens största konstbibliotek och som är Nationalmuseums och Moderna museets gemensamma bibliotek. Arkiven och Konstbiblioteket ligger på Holmamiralens väg 2 på Skeppsholmen och har öppet för allmänheten.  
Vid museet finns en avdelning för konservering, foto och konsthantering med inriktningar mot föremålen i respektive samling. Avdelningen arbetar med bevarandet av föremålen och samarbetar med Avdelning Samlingar och forskning vid tekniska undersökningar.
Nationalmuseum förvaltar, helt respektive delvis, föremålssamlingarna vid ett stort antal besöksmål runtom i landet. Hit hör till exempel Drottningholms slott, Gripsholms slott, Ulriksdals slott, Nynäs slott, Läckö slott, Lövstabruks herrgård, Vadstena slott och Gustavsbergs porslinsfabrik. Orangerimuseet vid Ulriksdals slott och Museum de Vries på Drottningholmsmalmen rymmer centrala delar av museets skulptursamling. Nationalmuseum har sedan 2018 en filial i Östersund - Nationalmuseum Jamtli.
Fram till 1 juli 2017 tillhörde Prins Eugens Waldemarsudde myndigheten Nationalmuseum med Prins Eugens Waldemarsudde. Myndigheten (numera enbart benämnd Nationalmuseum) sorterar under Kulturdepartementet.
Museets vänförening Nationalmusei vänner grundades 1911 av dåvarande kronprins Gustaf (VI) Adolf och har under årens lopp gjort betydande bidrag till museets samlingar.

## ”Nya Nationalmuseum”

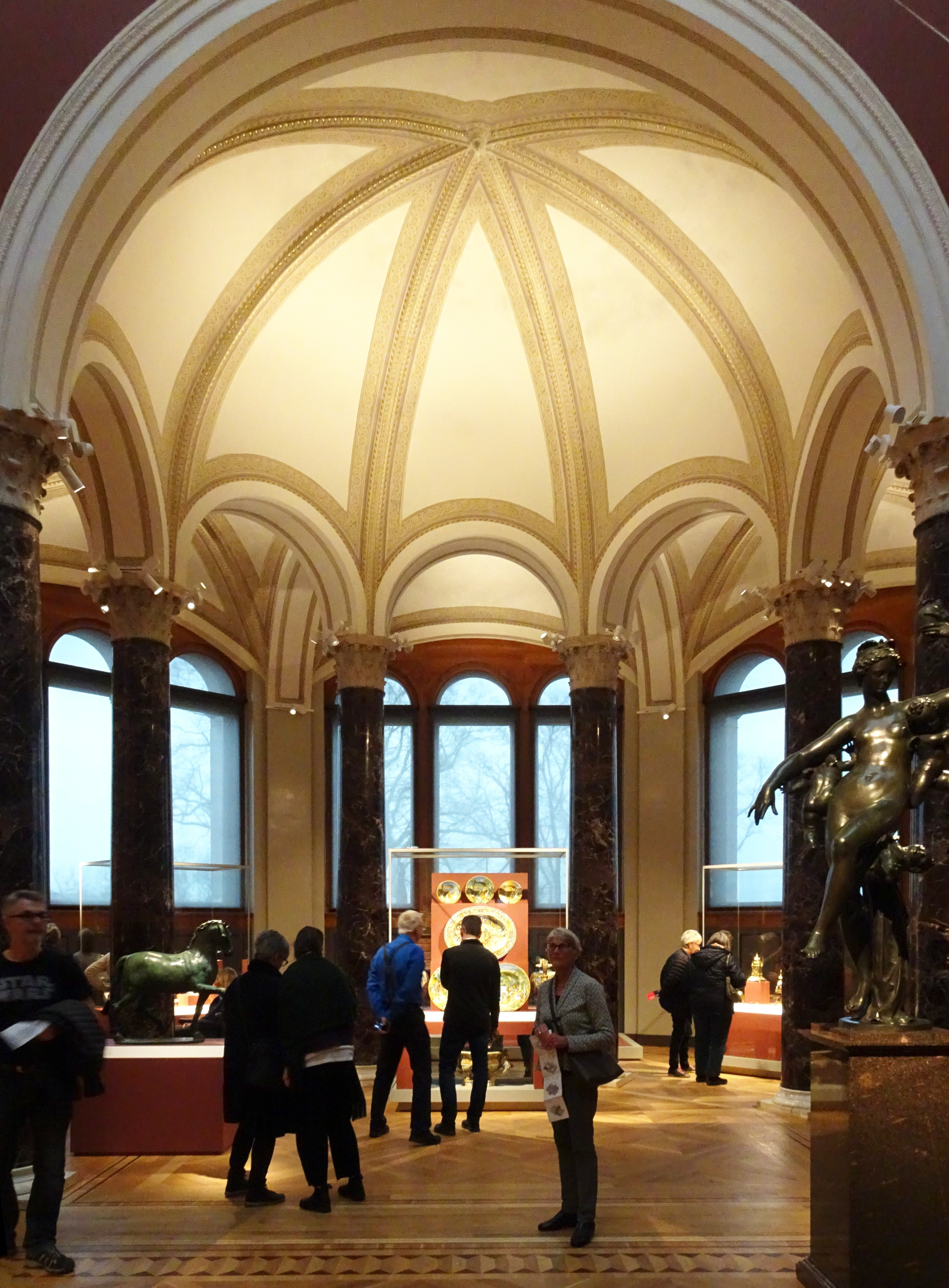
Pelarsalen ”i nytt ljus”, oktober 2018.

Nationalmuseum i Stockholm stängde 3 februari 2013 inför renovering. Museet var i behov av en omfattande renovering och upprustning då byggnaden slitits hårt av intensiv användning. Flera av de tekniska systemen i huset har nått sin livslängd. År 2009 fick Statens fastighetsverk i uppdrag att göra en förstudie och 2010 fick SFV uppdraget att ta fram ett byggnadsprogram som presenterades för regeringen 2011. 2012 inleddes projektering för renovering och ombyggnad av Nationalmuseum och i februari 2013 inledde Nationalmuseum sin evakuering av museibyggnaden. 

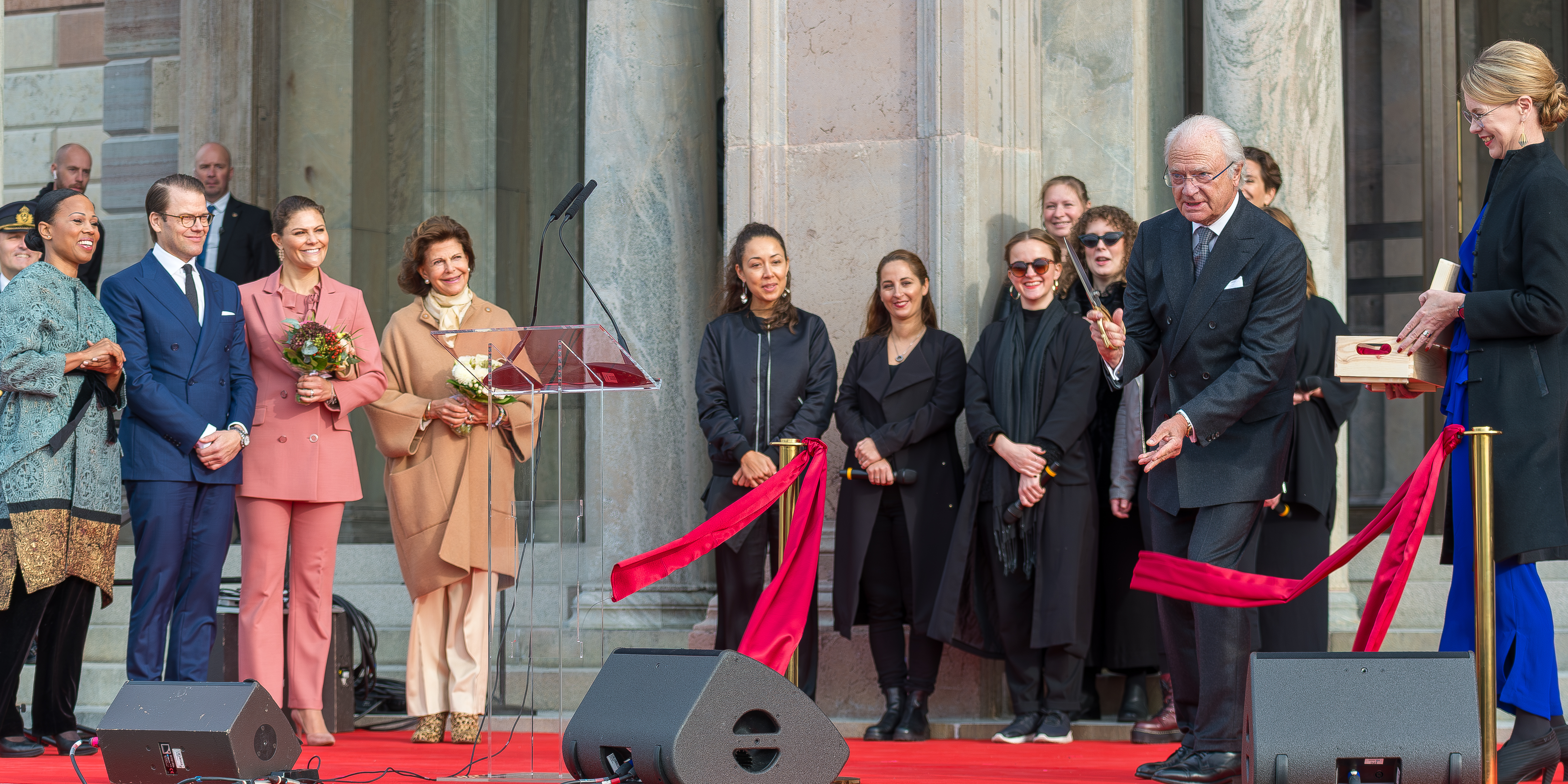
HM Konungen nyinviger Nationalmuseum i Stockholm 2018.

Ett år senare, den 20 februari 2014, fick SFV regeringens uppdrag att genomföra renovering och ombyggnad av Nationalmuseum till en fullt modern museibyggnad, anpassad till framtidens museiverksamhet med bibehållna kulturhistoriska värden i den unika, byggnadsminnesmärkta museibyggnaden. Arbetet skedde i nära samarbete med hyresgästen Nationalmuseum. 
Den 1 april 2014 övertog Statens fastighetsverk byggnaden och under våren/sommaren 2014 inleddes renoveringen med etablering av byggarbetsplats med bodar, byggplank och väderskydd. Kranar och bygghissar restes. Rivningsarbeten, schakt och grundarbeten genomfördes för en ny inlastning med kulvert. Under renoveringen var själva museibyggnaden på Blasieholmen vara stängd för allmänheten. Under tiden då museibyggnaden var stängd fortsätte Nationalmuseum att visa sin konstsamling på andra platser i Stockholm, Sverige och utomlands.  
Museet återinvigdes 13 oktober 2018 av kung Carl XVI Gustaf i närvaro av delar av kungliga familjen, kulturminister Alice Bah Kuhnke och tusentals besökare. Museets utställningsyta har utökats och kan nu ta emot dubbelt så många besökare och visa nära tre gånger så många verk. Förutom en teknisk uppdatering har tidigare igensatta fönster och taklanterniner tagits upp för att skapa mer dagsljus och utblickar mot staden. Den bullriga restaurangen har fått en bättre, tystare placering och ersatts med en luftig och stillsam skulpturgård. Museet har återfått en mustig färgskala inspirerad av ursprungspaletten. Wingårdh och Wikerståls har varit ansvariga arkitekter och AIX Arkitekter har varit antikvariskt medverkande under byggtiden.

## Chefer
- Carl Fredrik Fredenheim 1792–1803
- Fredrik Magnus Piper 1803–1805
- Fredrik Magnus Piper 1805–1813
- Fredrik Samuel Silfverstolpe 1813–1836
- Fredrik Blom 1836–1844
- Michael Gustaf Anckarsvärd 1844–1858
- Gustaf Söderberg 1858–1864
- Fritz von Dardel 1864–1866
- Johan Christoffer Boklund 1866–1880
- Gustaf Upmark 1880–1900
- Ludvig Looström 1900–1915
- Richard Bergh 1915–1919
- Erik Folcker 1919–1925
- Axel Gauffin 1925–1942
- Erik Wettergren 1942–1950
- Otte Sköld 1950–1958
- Carl Nordenfalk 1958–1969
- Bengt Dahlbäck 1969–1979
- Per Bjurström 1980–1989
- Ann-Sofi Topelius, tf överintendent, 1 november 1988-1 augusti 1989
- Olle Granath 1989–2001
- Hans Henrik Brummer 2001–2003
- Solfrid Söderlind 2003–2011
- Berndt Arell 2012–2017
- Birgitta Castenfors, tf överintendent, 1 januari–31 juli 2018
- Susanna Pettersson (1 augusti 2018–31 maj 2023)
- Per Hedström, tf överintendent, juni 2023-januari 2024
- Patrick Amsellem, från januari 2024

## Verk ur samlingarna

### Målningar (urval)

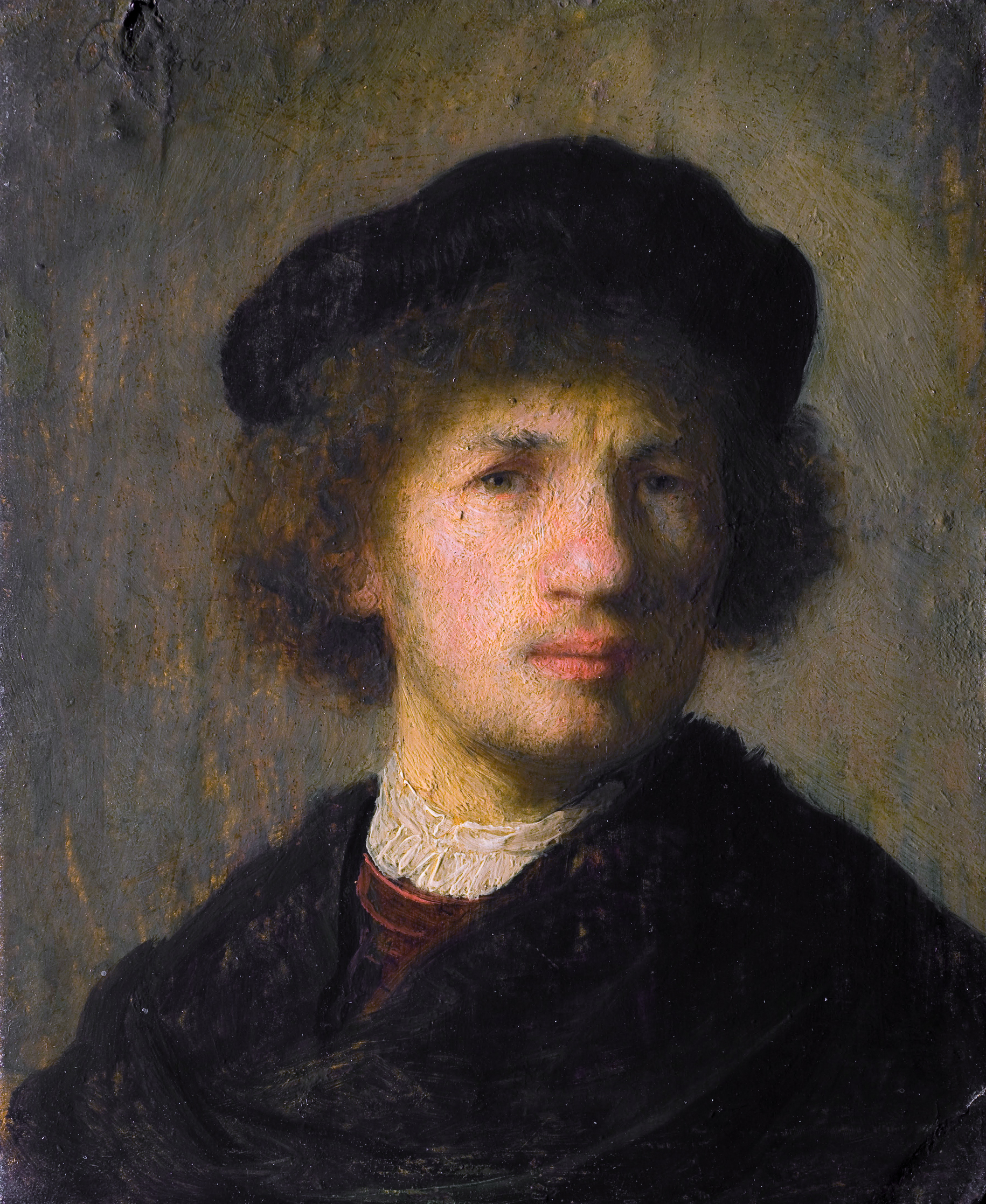
Självporträtt, Rembrandt
Damen med slöjan, Alexander Roslin
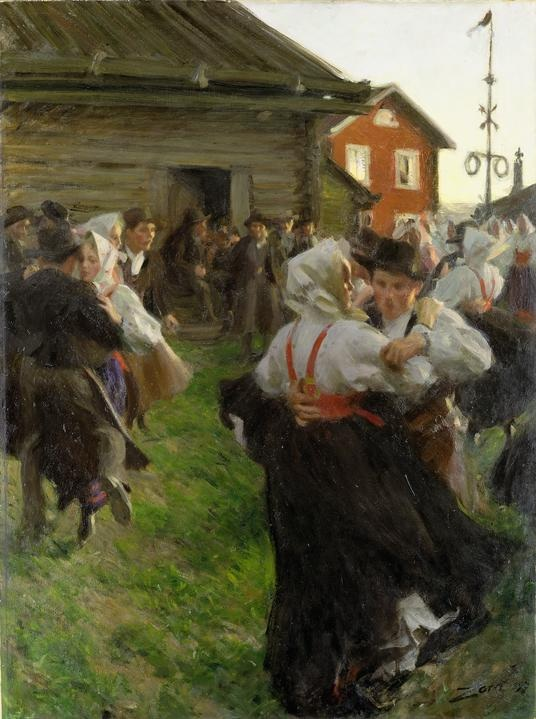
Midsommardans, Anders Zorn
Vid frukostbordet, Lauritz Andersen Ring

### Teckningar (urval)

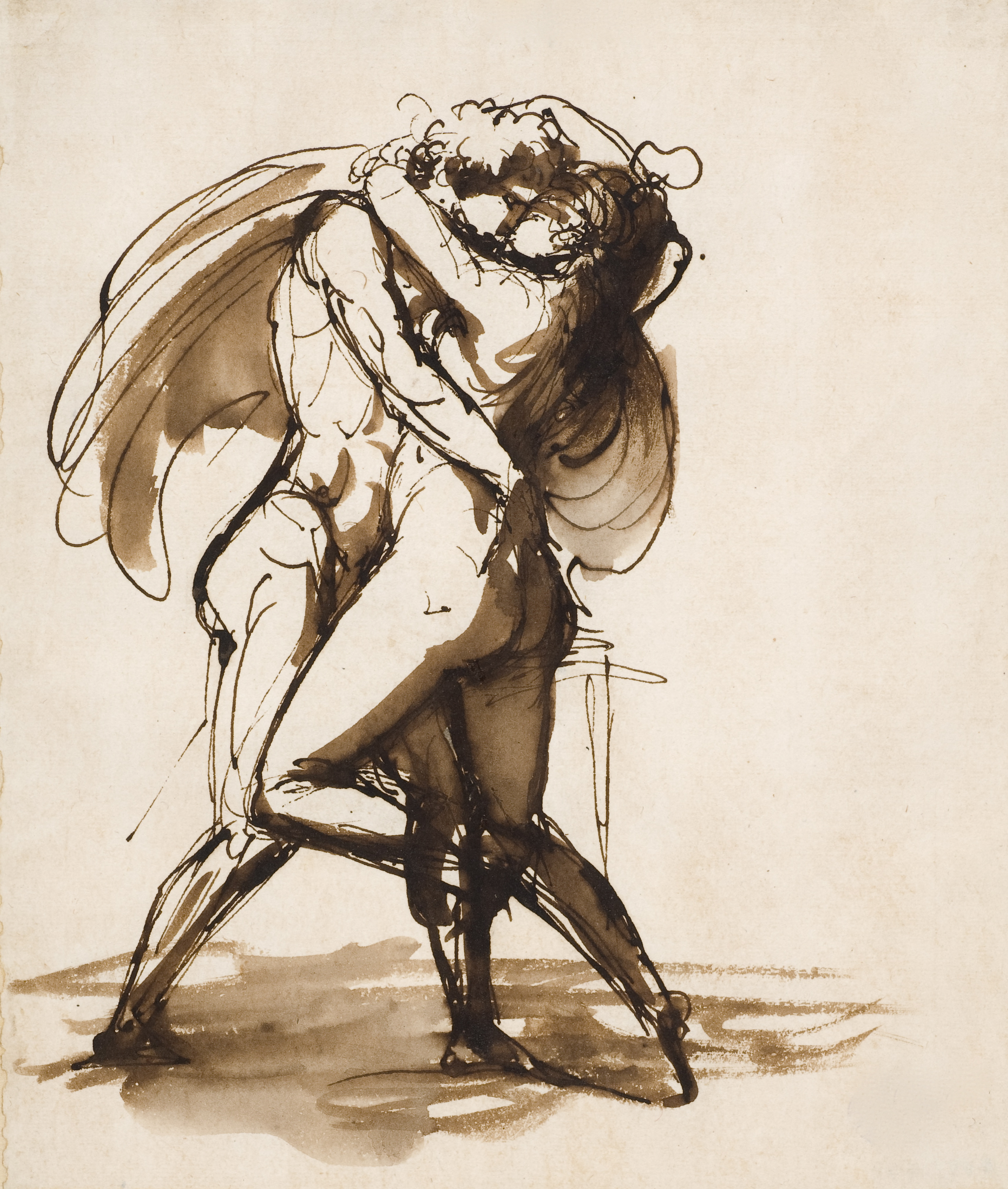
Hetsigt kärlekspar, Johan Tobias Sergel
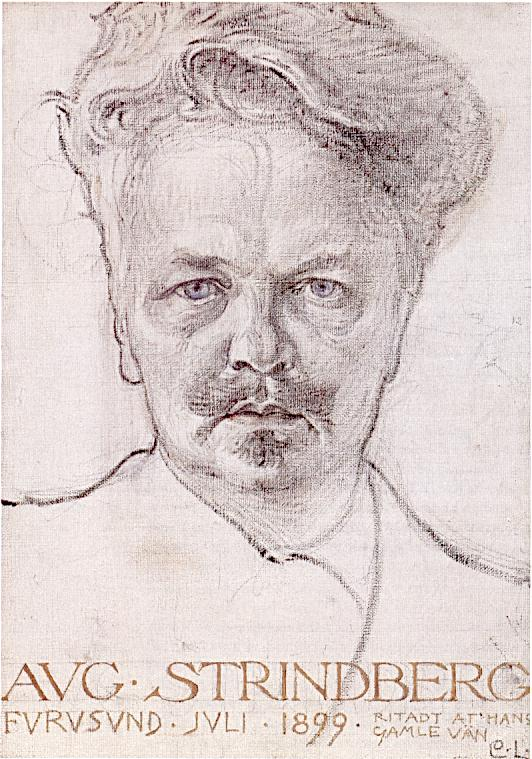
August Strindberg, Carl Larsson
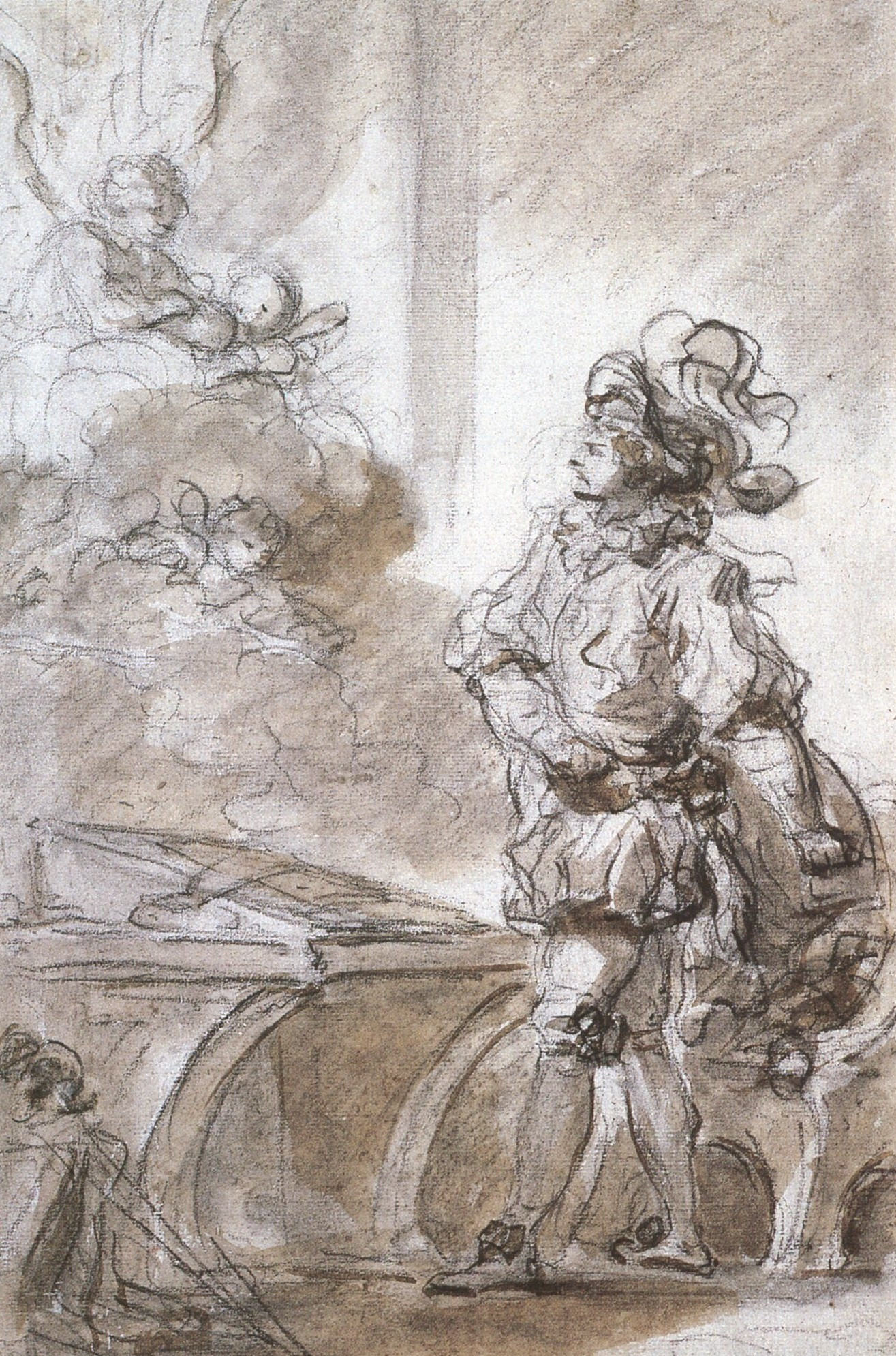
Ruggiero förbereder sig att skriva till Brandamante, Jean-Honoré Fragonard
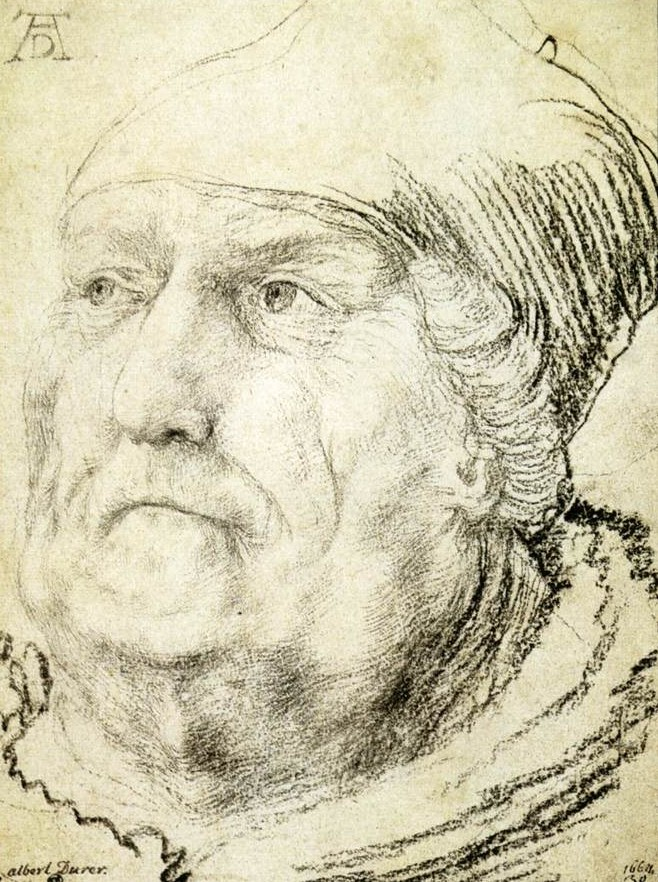
Head of an Old Man, Albrecht Dürer

### Ikoner (urval)

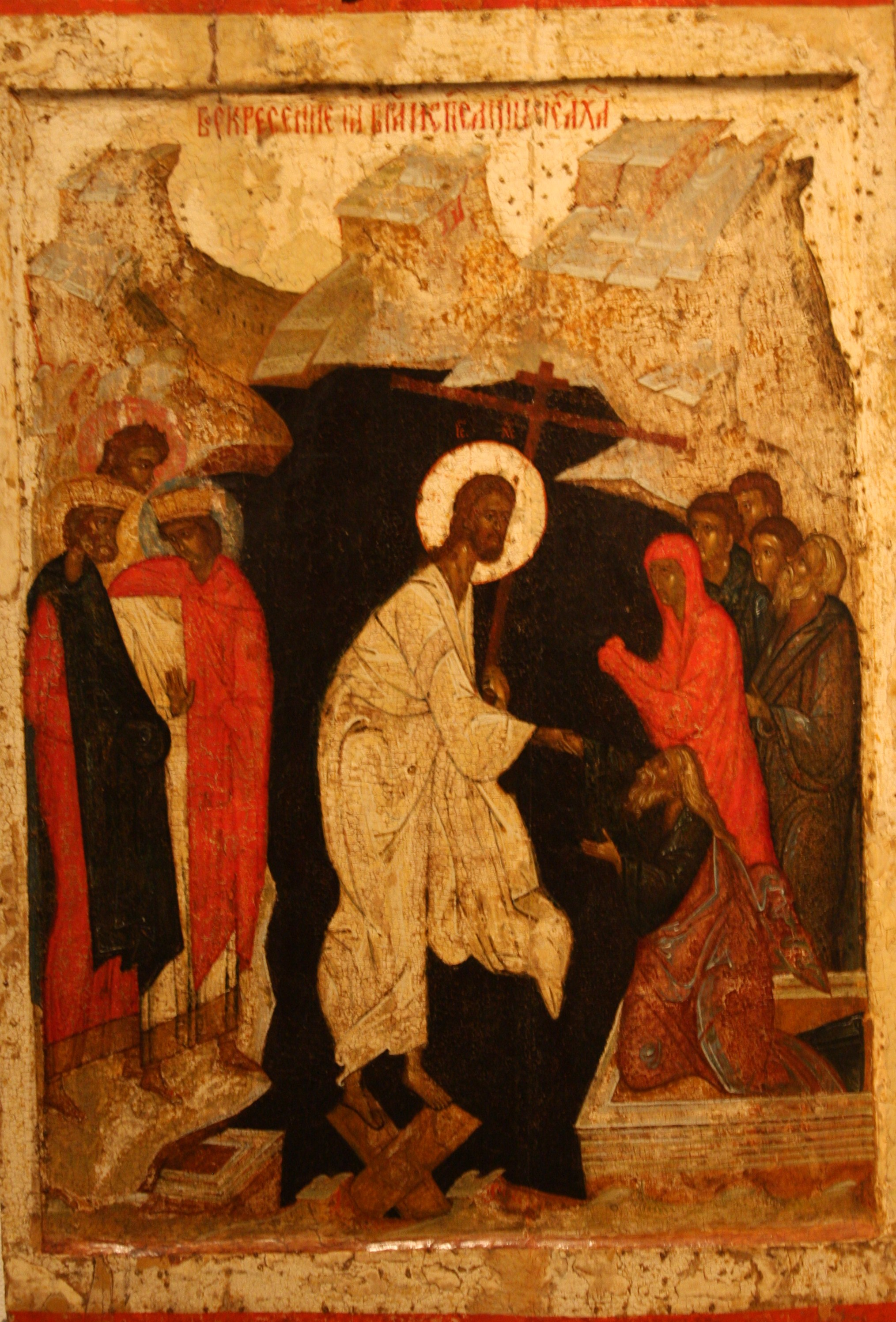
Anastasis
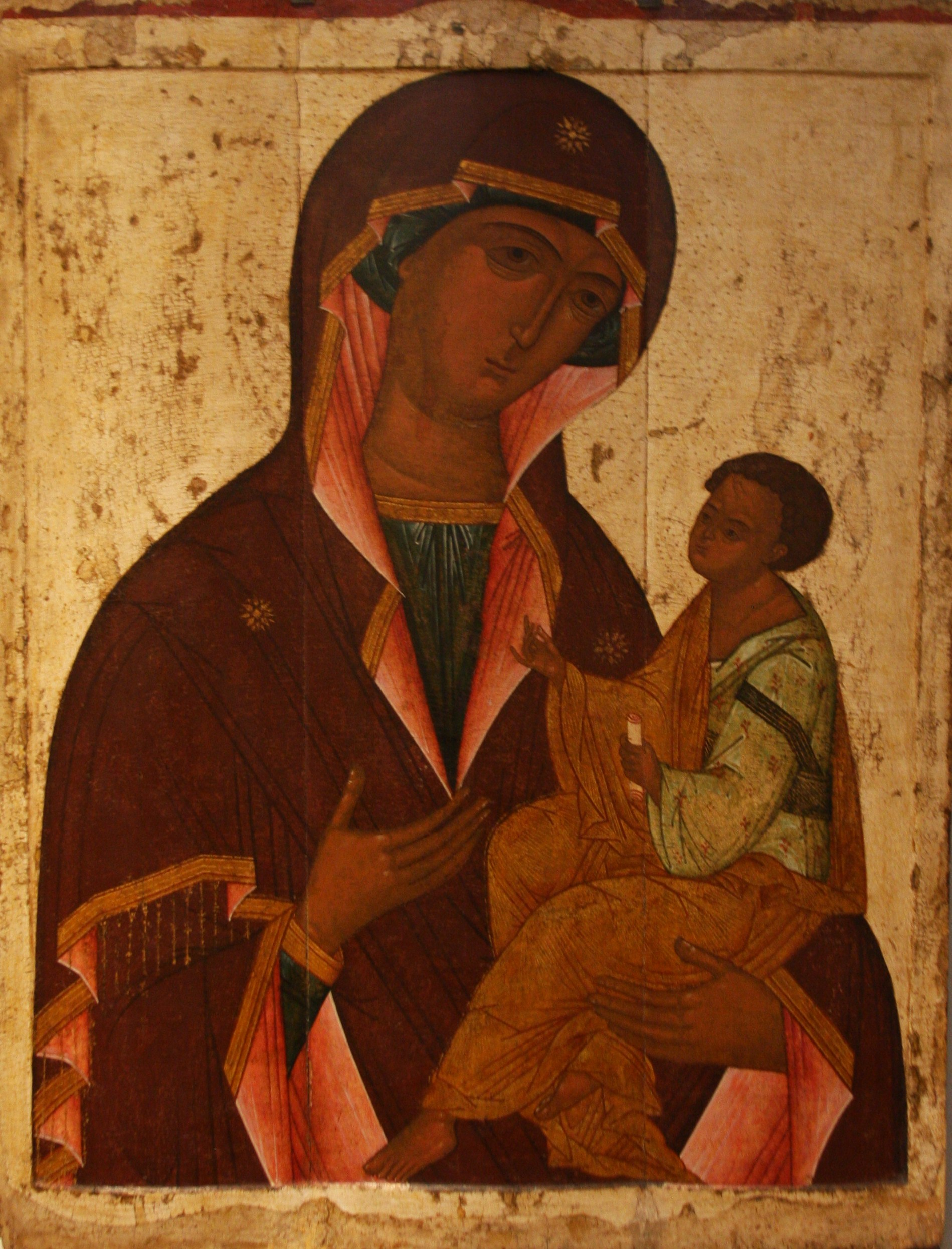
Maria Gruzinskaja
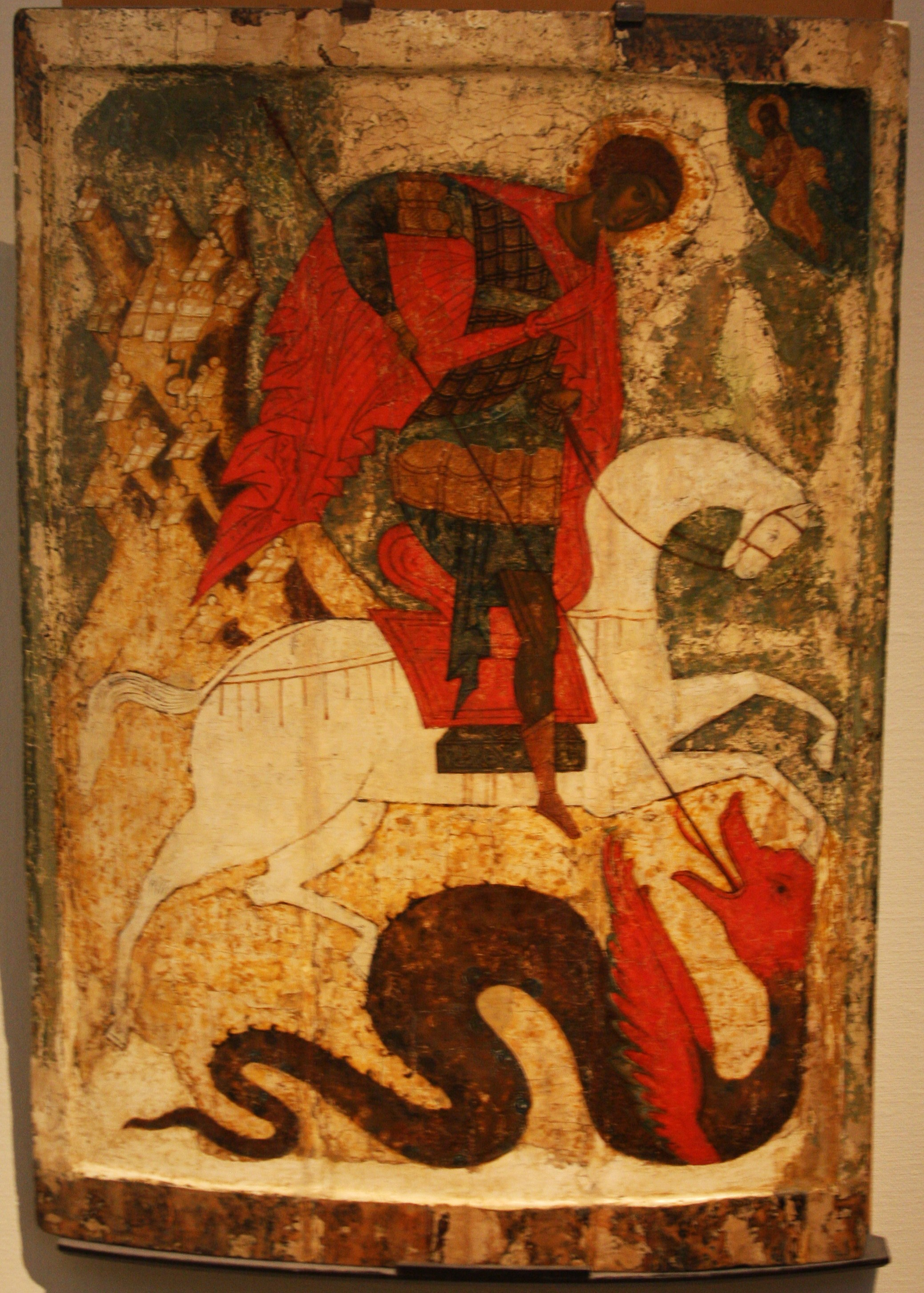
Sankt Georg och draken
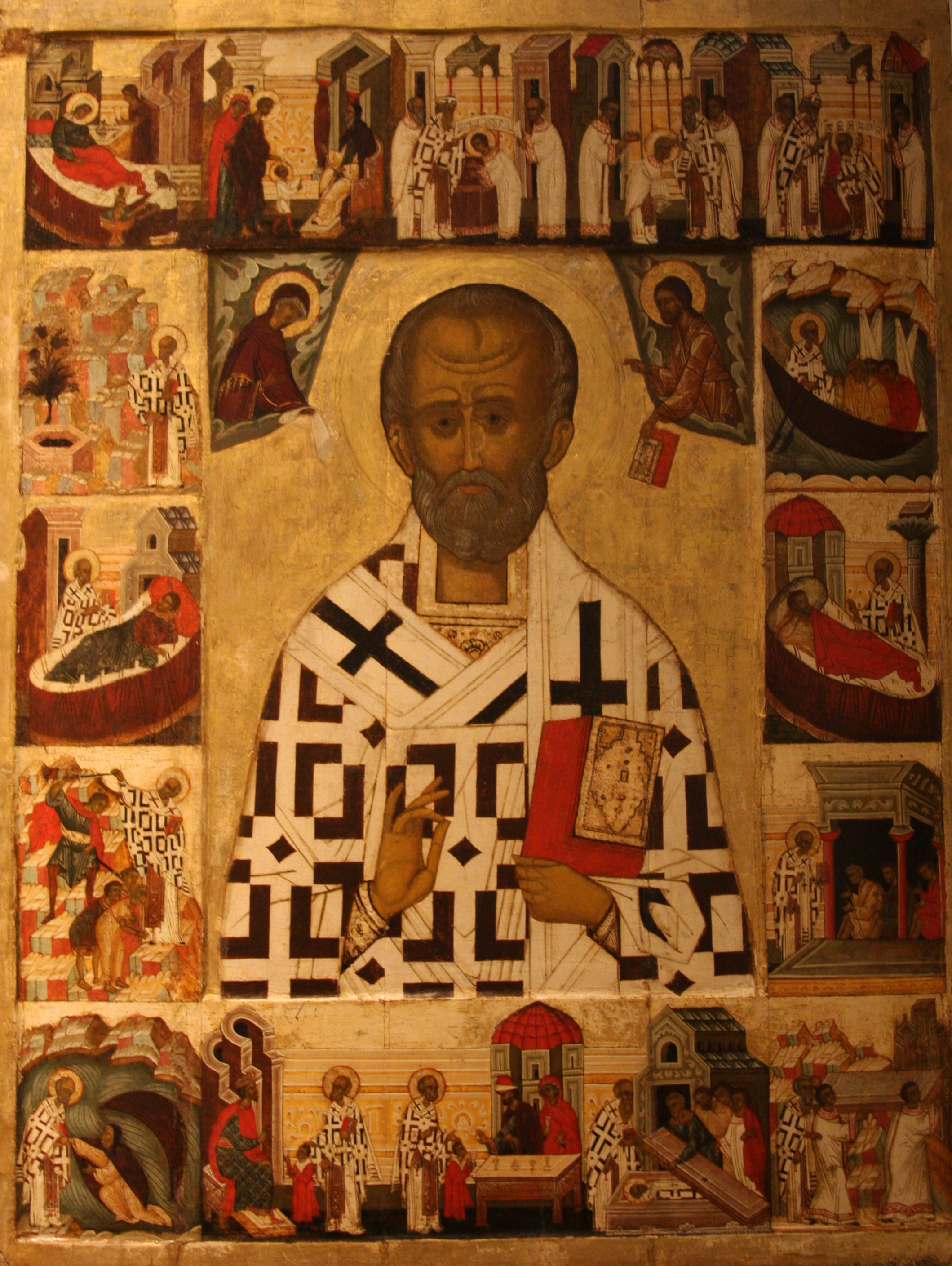
Sankt Nikolas

### Skulpturer (urval)

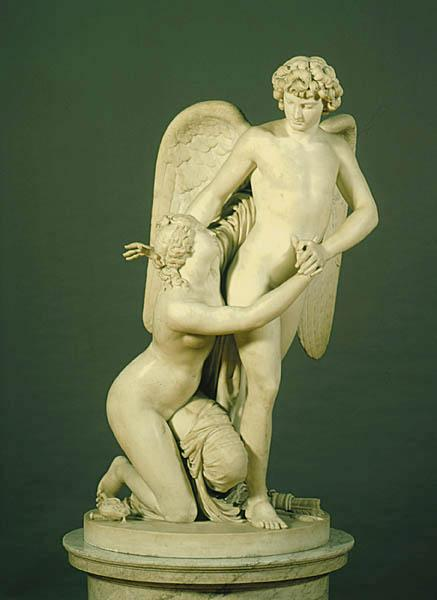
Amor och Psyke Johan Tobias Sergel
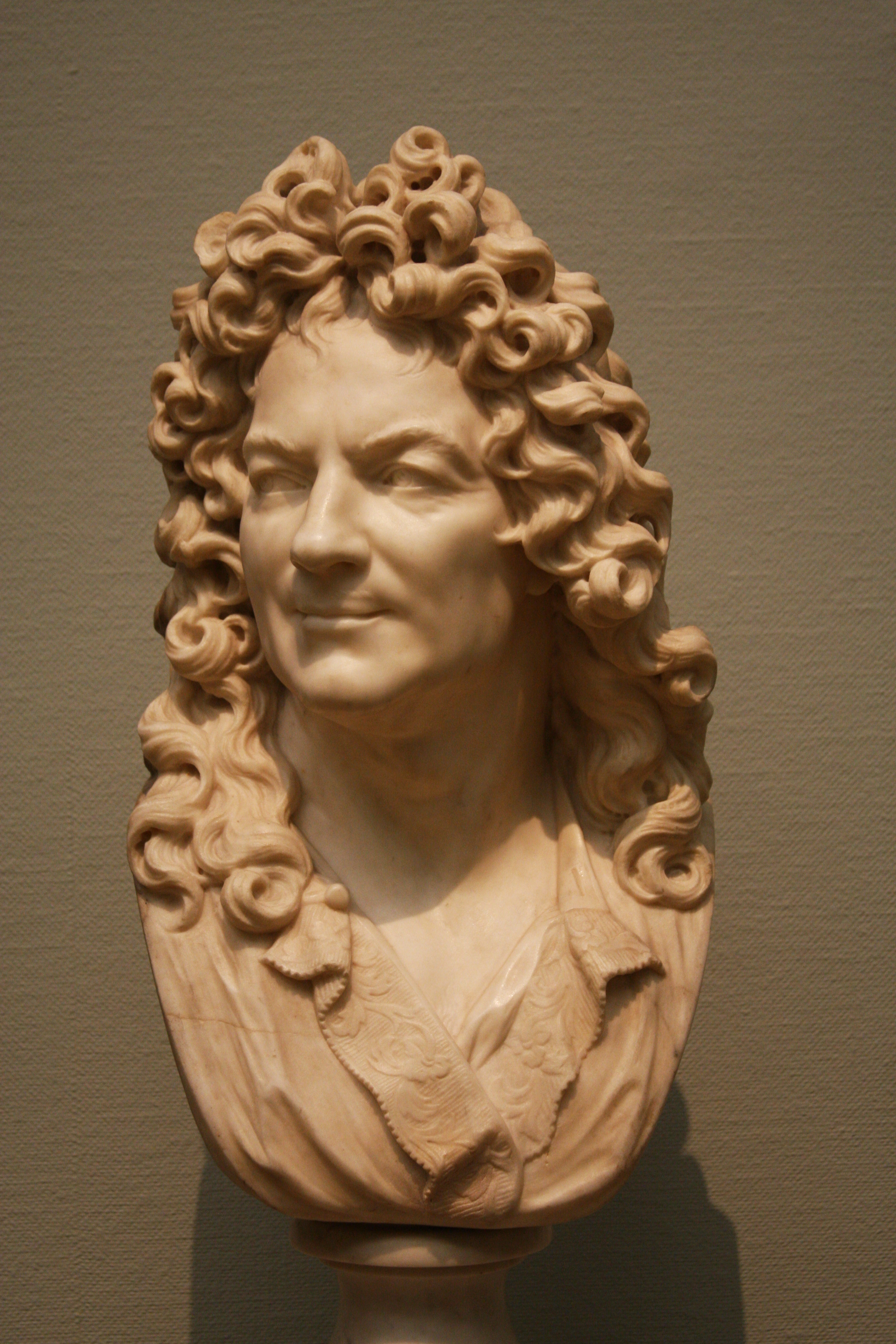
Porträtt av en man Antoine Coysevox
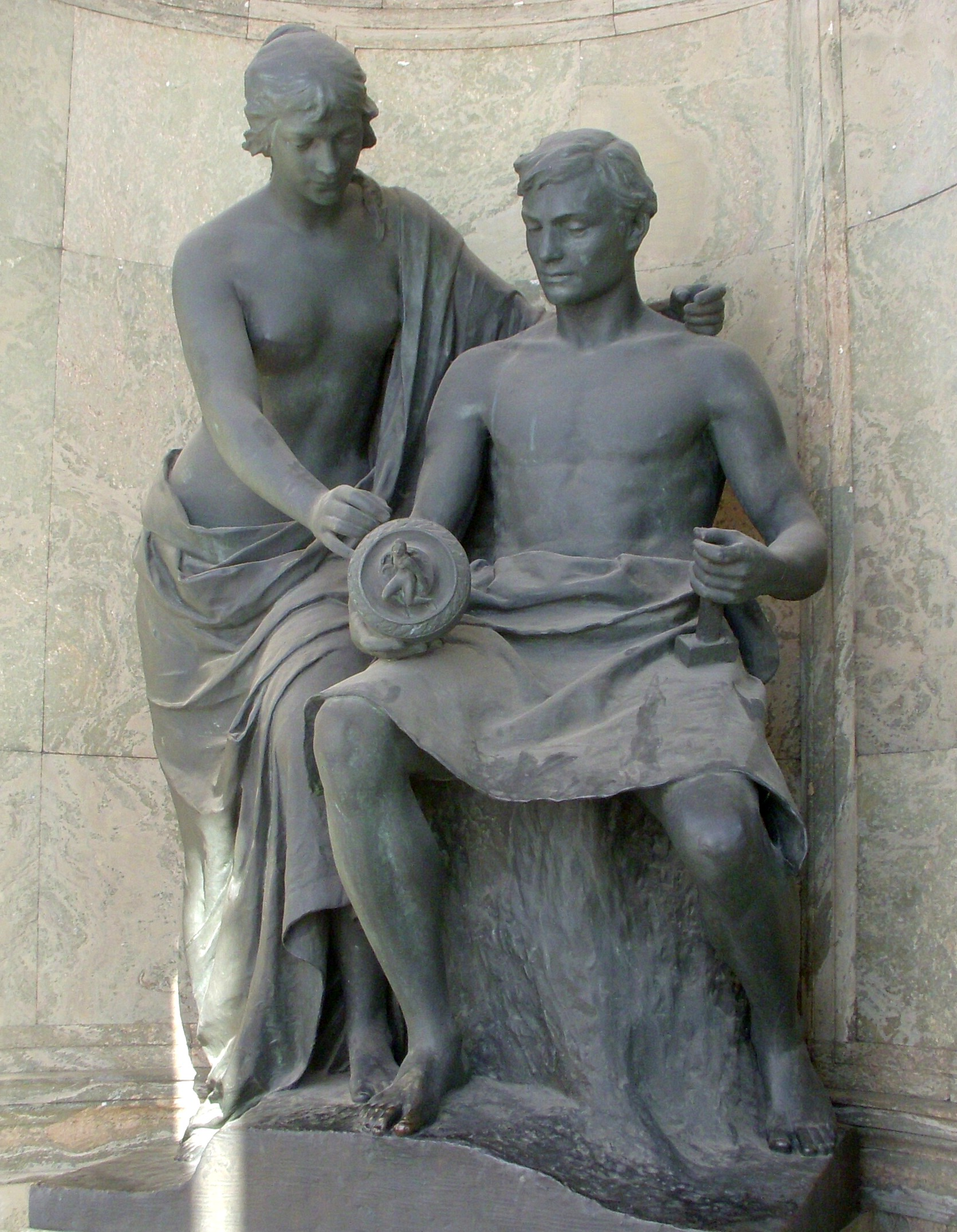
Konst och slöjd Theodor Lundberg
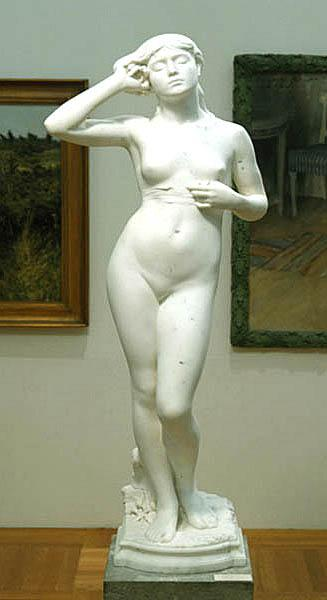
Snöklockan Per Hasselberg

### ”Den moderna formen”

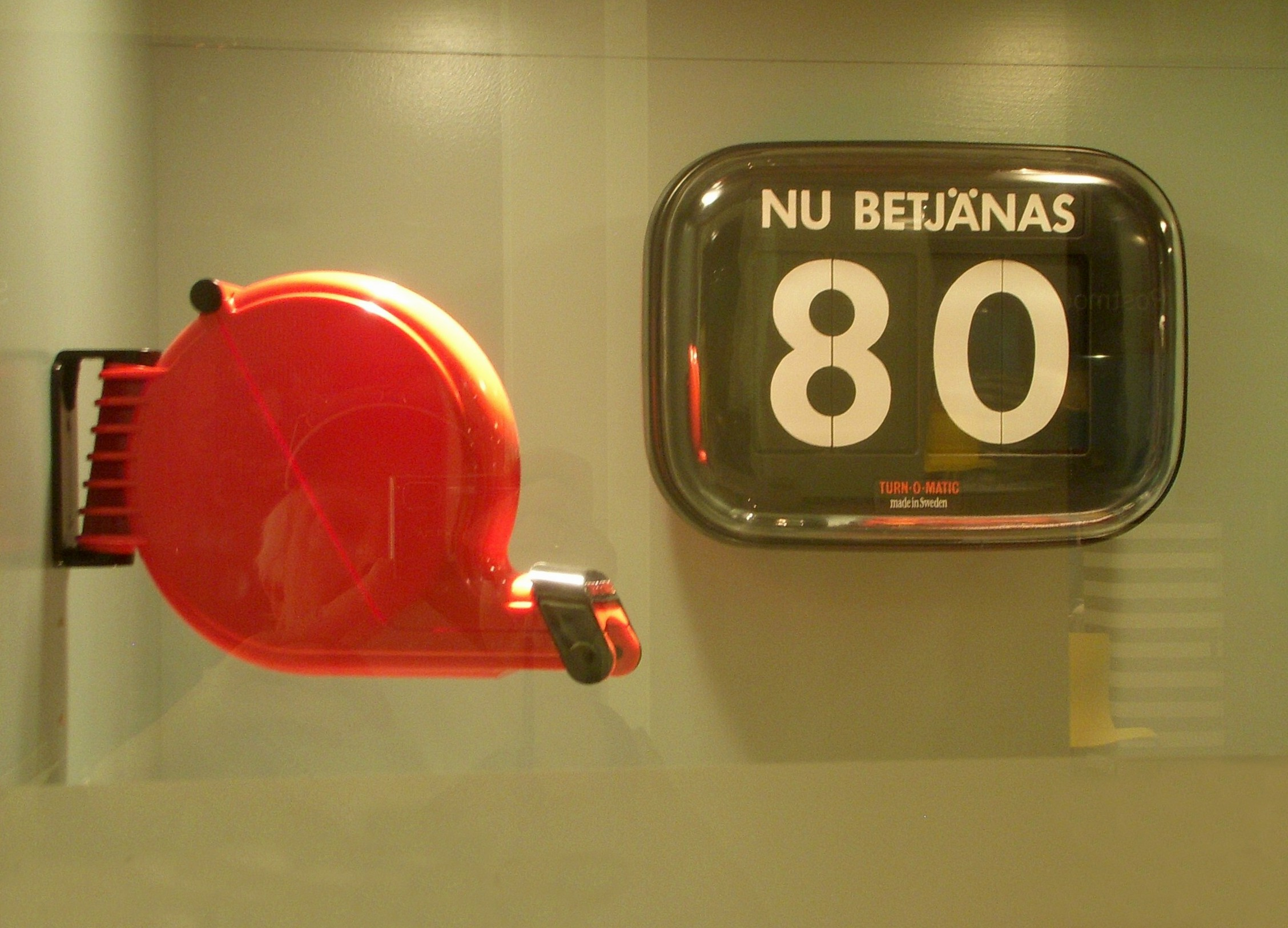
Turn-o-Matic, A&E Design
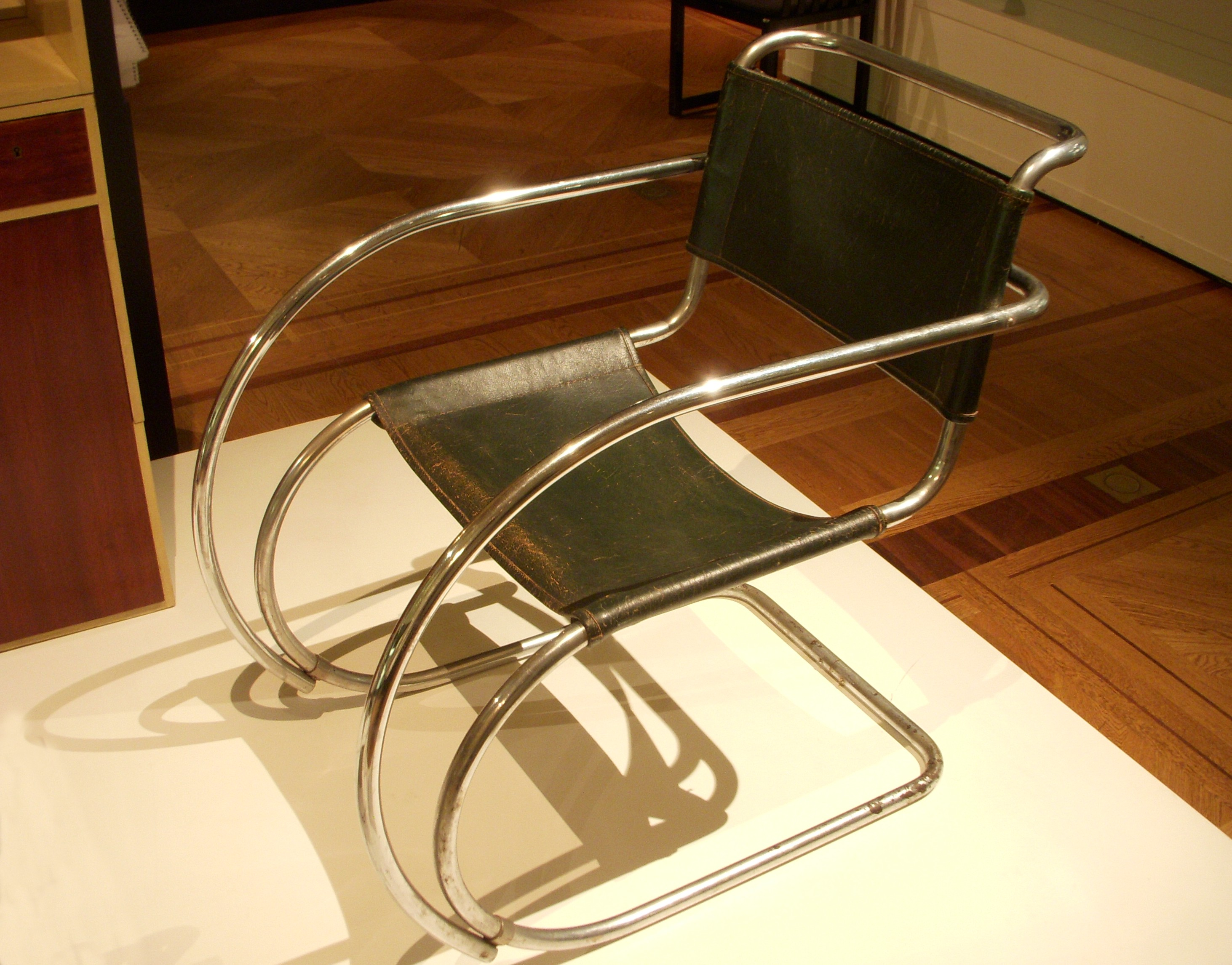
Karmstol, Mies van der Rohe
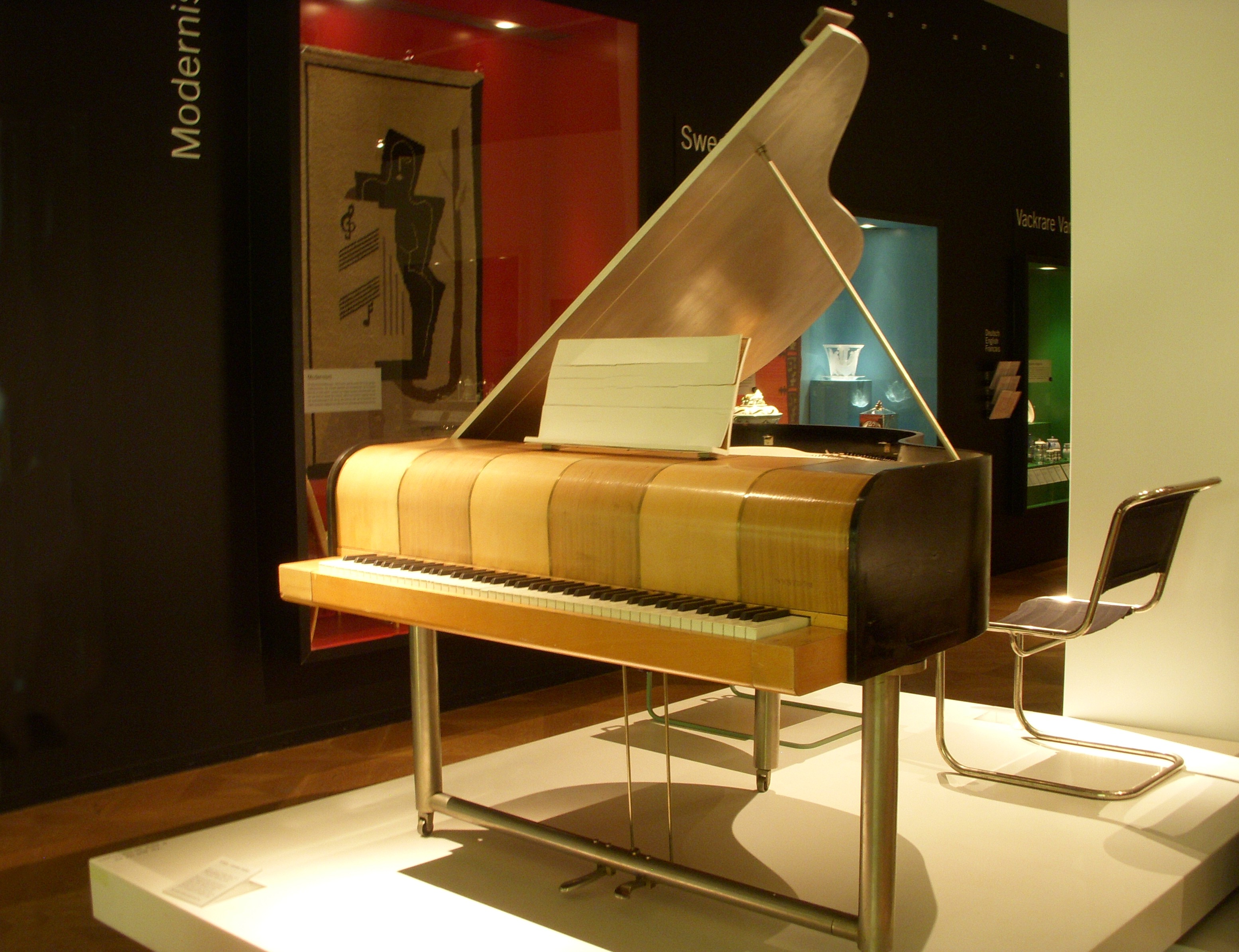
Piano, Sigurd Lewerentz
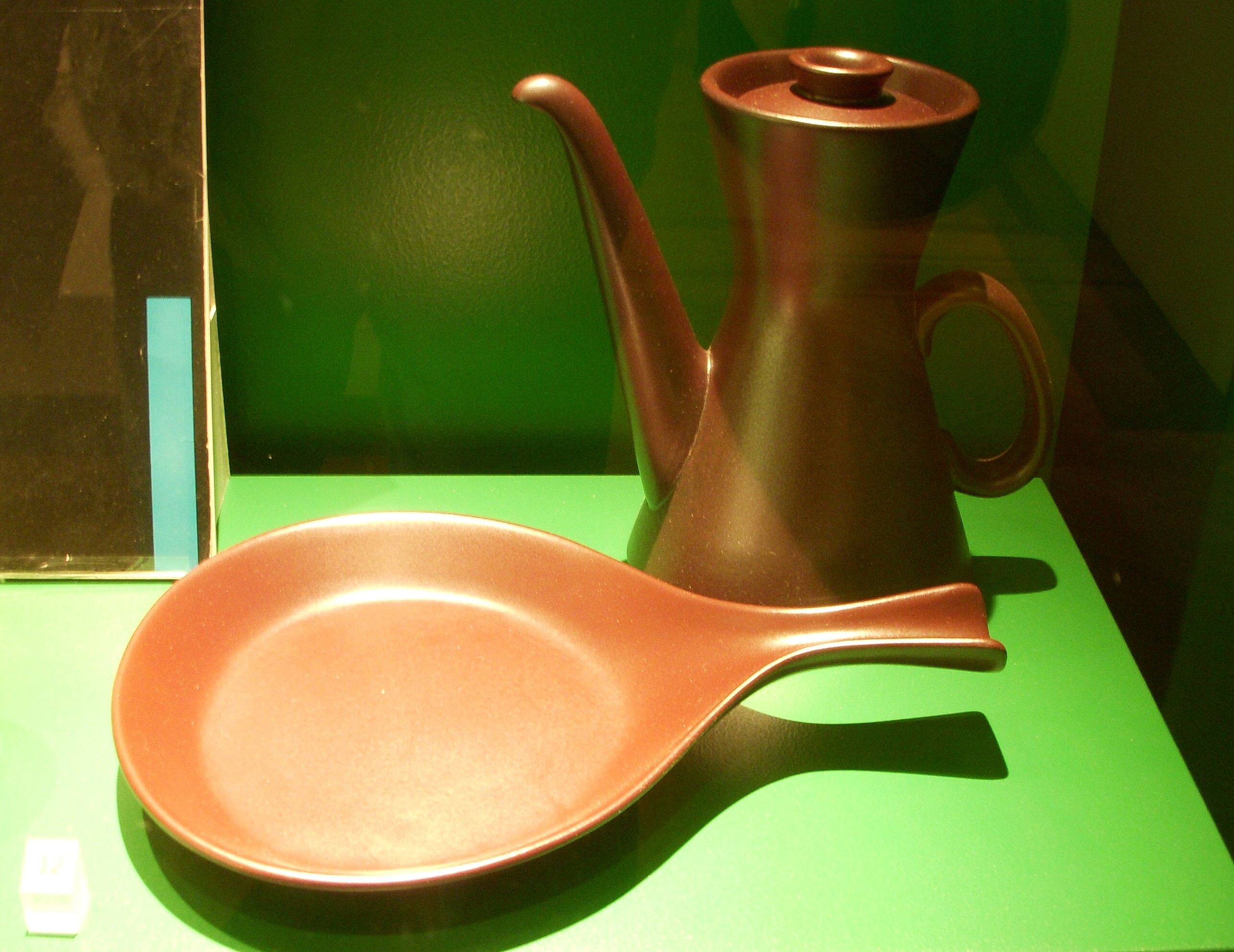
Terma, Stig Lindberg